# Geschichte Norwegens vor Harald Hårfagre
Die Geschichte Norwegens vor Harald Hårfagre umfasst die Entwicklungen auf dem Gebiet des Königreiches Norwegen von der Urgeschichte bis zur Krönung König Harald I. im 9. Jahrhundert.

## Frühere Geschichte
Die Besiedlung Norwegens begann nach der letzten Eiszeit etwa im 10. Jahrtausend v. Chr., als Jäger und Sammler dem nach Norden zurückweichenden Eis folgten. Die älteste bekannte feste Siedlung stammt aus dieser Zeit und ist bei Sinavik auf Ringvasøy nördlich der Lofoten entdeckt worden. Damals war das Eis von der Küste bereits zurückgewichen. Es wurden Mammutknochen in Gudbrandsdalen gefunden, die 30.000 bis 40.000 Jahre alt sind. Ob sich in den Interglazialen bereits Menschen dort aufgehalten haben, ist nicht mehr feststellbar; denn die Spuren konnten erst nach der letzten Eiszeit erhalten bleiben. Schon 10.000 Jahre v. Chr. war die äußerste SW-Küste nicht mehr vergletschert. Das endgültige Zurückweichen des Eispanzers von der norwegischen Küste (zirka 300 Meter pro Jahr) ist aber auf die Zeit um 8200 v. Chr. anzusetzen. Um diese Zeit lag der Meeresspiegel auf Grund der im Eis gebundenen Wassermassen etwa 100 Meter tiefer. Der mächtige Eispanzer drückte das Land Zentralskandinaviens nach unten, bis über 800 m an den Stellen der mächtigsten Eispanzer. An der Küste ist die Differenz zu heute geringer, sie reicht von 85 m (weiter innen) bis rund 20 m (weiter außen). Damit waren weite Teile heute besiedelten Landes unbewohnbar. In Südnorwegen war der Druck viel geringer als in Zentralskandinavien, so dass sich das Land dort hob. Mit dem Schwinden des Eises in Zentralskandinavien stieg die Landmasse langsam auf und tut dies bis heute. Die Küstenlinie von damals unterschied sich deutlich von der heutigen. Nördlich von Oslo liegt sie stellenweise 220 m über dem Meer. Anfangs hob sich das Land wohl um anderthalb Meter in 100 Jahren, heute hebt es sich um 25 bis 30 cm in dieser Zeitspanne.

### Die frühen Funde
Auf Rennesøy im Boknfjord vor Stavanger wurden in einer Grusschicht Steinwerkzeuge (eine Axt und Pfeil-/Speerspitzen) gefunden, die auf ein Alter von 10.000 Jahren datiert werden. Die meisten Werkzeuge bestehen aus Flintstein. Der Platz wurde aber wegen erneut anrückenden Eises verlassen. Eine weitere Fundstätte ist Blomvåg in der Kommune Øygarden in Hordaland mit Artefakten, die auf 10500 v. Chr. datiert werden. Damit ist der Platz der älteste sicher bekannte menschliche Aufenthaltsort in Norwegen. Die technische Ausführung der Stein-Artefakte gleicht der von norddeutschen Funden. Allerdings ist diese Ähnlichkeit so weit verbreitet, dass man nicht ohne weiteres auf eine Verbindung zwischen den Rentier-Schlachtplätzen nordöstlich von Hamburg und den Funden in Südwestnorwegen schließen kann. Der älteste bekannte Wohnplatz in Südostnorwegen liegt bei Rakkestad östlich von Moss in Østfold (zwischen 7600 und 7000 v. Chr.) Damals lag ganz Østfold unter Wasser und nur die Fundstätte auf dem heutigen Berg Høgnipen ragte als Insel heraus. Aber die eigentliche Besiedlung begann 9500 v. Chr. und fand vorwiegend auf Inseln und Schären statt, auf jeden Fall in Wassernähe. Daher wird vermutet, dass das Meer die Nahrungsgrundlage war. Obgleich die Küste bereits 14000 v. Chr. eisfrei war, hat es doch bis 9500 v. Chr. gedauert, bis der Mensch – dann aber in wenigen Jahrhunderten – die Küste in Besitz nahm. Eine Erklärung dafür wird darin gesehen, dass die Menschen aus dem absinkenden kontinentalen Flachland (südliche Nordsee) einwanderten, wo auf Grund der ungünstigeren Küstenverhältnisse die Jagd mit seetüchtigen Booten später entwickelt wurde. Ohne diese Technik war an der norwegischen Küste aber ein dauerhaftes Überleben nicht möglich.
Obgleich das Meer vor 7000 Jahren etwa 100 m tiefer gelegen hat als heute, war es unmöglich, trockenen Fußes von Dänemark nach Norwegen zu gelangen. Aber man hat Steinartefakte in der Nordsee und auf der Vikingbank gefunden. Sie müssen zur Zeit der Landbrücke zwischen Norwegen und England (Zeit der Weichselvereisung bis 10000 v. Chr.) dort hingelangt sein. Mit Abschmelzen des Eises stieg der Meeresspiegel und überflutete die früheren Siedlungsplätze (Flandrische Transgression 7000 bis 5000 v. Chr.).
Die Bewohner der damaligen Zeit waren offenbar nicht sesshaft, sondern wechselten je nach Saison ihre Wohnplätze.
In Finnland wurden 10.000 Jahre alte Schlittenkufen gefunden, die von der Mobilität der Menschen im Winter zeugen.

### Die älteste Kultur
Die älteste Kultur Südnorwegens, die Hensbakka, wird nach ihrem ersten Fundort auch als Fosna-Kultur oder Fosnakomplex bezeichnet und deren Beginn in das ausgehende 10. Jahrtausend v. Chr. datiert. Sie dauerte von etwa 9000 v. Chr. bis 4500 v. Chr. Der Ort Fosna liegt allerdings bei Kristiansund in Mittelnorwegen. Dort wurde diese Kultur erstmals archäologisch nachgewiesen. Die Funde in Südnorwegen sind späteren Datums. Der Ausdruck „Komplex“ soll andeuten, dass es sich um eine Vielzahl von Einzelkulturen handelt. Diese Kulturen sind an der norwegischen Küste bis Helgeland und an der Ostküste des Oslofjordes bis Bohuslän nachgewiesen. Schwerpunkt war Südwestnorwegen. Es handelte sich um Fischer und Jäger. Als hauptsächliches Wild wurde bislang das Rentier angesehen. Vorwiegendes Material der Artefakte ist Flint. Aber die relativ späte Besiedlung zunächst der an jagdbarem Wild relativ armen Westküste hat an dieser Theorie Zweifel aufkommen lassen. Es sieht so aus, als ob die Fosna-Kulturen an der Westküste überwiegend von der Jagd auf dem Wasser gelebt hätten. Diese Einwanderer folgten also nicht dem Rentier, sondern den Robben. Feste Gebäude waren die Ausnahme. Ein Grubenhaus, also mit einem ½ m tief eingegrabenen Boden und Torfwänden, wurde bislang aus dieser Zeit entdeckt. Im Gegensatz zu früheren Auffassungen hat man sehr viele steinzeitliche Aufenthaltsorte mit Resten von Feuer und Mahlzeiten auch an Flussläufen und Seeufern gefunden. Im Inland bildete sich keine eigene Kultur aus, vielmehr ist eine starke Bindung an die Küstenregion zu beobachten. Denn im Hochland gibt es keinen Flint. Die Flint-Artefakte müssen also von der Küste stammen.

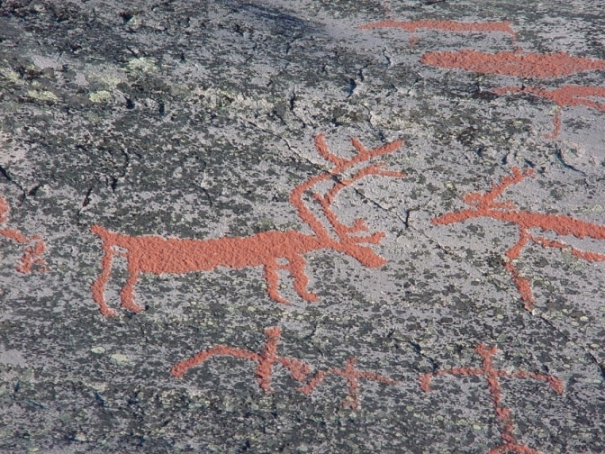
Felsritzung in Alta

Daran schließt sich räumlich im Norden bis zur Halbinsel Kola die Komsa-Kultur an. Sie setzte ebenfalls etwa 9000 v. Chr. ein, und ihre Vertreter werden als die Vorväter der Samen betrachtet. Ihr Name ist vom Komsafjell bei Alta abgeleitet. Es handelte sich ebenfalls um Jäger und Fischer. Hier beginnen auch die Felsritzungen.
Felsritzungen werden in zwei zeitlich getrennte Motivgruppen eingeteilt: Jagdszenen und die späteren Landwirtschaftsszenen.
Die Komsa-Kultur hinterließ bemerkenswerte Felsritzungen, die Jagd- und Tanzszenen oder Prozessionen oder Menschen im Boot wiedergeben. Deren ältester Wohnplatz wurde am Nordkap gefunden und anhand von Holzkohlestückchen mit der C-14-Methode auf 9300 v. Chr. datiert. Man fand Pfeilspitzen, Messer und Schaber zum Glätten von Tierhäuten. Vorwiegendes Material der Artefakte sind Quarz und Quarzit. Die etwas gröbere Ausführung ist nicht auf höheres Alter, sondern auf das Material zurückzuführen. Das Vorkommen von Flint nimmt nach Norden hin ab. Über den Charakter der abgebildeten Boote ist man sich nicht einig. Es können Einbäume oder auch Boote mit Lederbespannung ähnlich den Eskimo-Umiak sein. Allerdings wird gegen die Einbaumtheorie eingewandt, dass zum einen die Bäume in Norwegen im Gegensatz zu Dänemark, wo man einen Einbaum aus der Zeit um 8000 v. Chr. gefunden hat, nicht groß genug waren und dass zum anderen diese Einbäume für die Küstenfahrt ungeeignet gewesen seien. Bislang wurden keine Überreste von Booten aus der Zeit der Felsritzungen in Norwegen gefunden. Man hat nur Bootsreste aus der älteren Eisenzeit gefunden, aber so bruchstückhaft, dass sie sich nicht einem der beiden Bootstypen zuordnen lassen.
Eine Variante der Kammkeramik mit spitzem Boden aus der Zeit um 5000 v. Chr. wurde am Varangerfjord gefunden. Solche Gefäße sind auch von der Halbinsel Kola, von großen Teilen des nordöstlichen Finnland und dem nördlichen Karelien bekannt. Kammkeramik war lange in Nordrussland bis ins Baltikum verbreitet. Das und die in Finnland gefundenen 10.000 Jahre alten Schlittenkufen deuten auf Kontakte zwischen der Bevölkerung in Lappland wahrscheinlich über Zwischenstationen bis in die Ostsee auf einer alternativen Route hin, die die Keramiktechnik nach Finnmark brachte, und nicht über die Route an der norwegischen Küste.
Die archäologischen Zusammenfassungen auf Grund der Artefakte lassen aber nicht den Schluss auf eine gemeinsame Volksgruppe mit gemeinsamer Sprache zu.
Vor 9000 Jahren nahm die Temperatur stark zu. Die Durchschnittstemperatur lag bei 17 bis 19 °C gegenüber heute 15 °C.
Mit zunehmender Bewaldung wanderte das bevorzugte und wichtigste Jagdwild, das Rentier, hin zur Meeresküste und hinaus an die Tundra am zurückweichenden Eisrand. Ihm folgten die Jäger. An der Grenze zwischen Rogaland und Vest-Agder liegt weit im Landesinneren der See Store Myrvatn, wo man einen sehr fundreichen völlig intakten Wohnplatz mit Hausfundamenten aus der Zeit von 8800 bis 8600 v. Chr. entdeckt hat. Damals reichte der Gletscher 10 bis 20 km an den Wohnplatz heran.

### Spät-Mesolithikum
Um 7500 v. Chr., der Spät-Mittelsteinzeit, kamen Äxte aus Diabas auf, die hauptsächlich bei Egersund gefunden wurden.
Um 7000 v. Chr. setzte für 3000 Jahre eine Warmzeit ein. Die Temperatur war etwa 2 bis 3 °C wärmer als heute. Die Landbrücke zwischen England und Norwegen verschwand. Die Rentierjäger mussten den Rentieren ins Hochland nachwandern. Dort sind zirka 1000 Wohnplätze aus der Zeit vor 4000 v. Chr. bekannt. Die Menschen wurden sesshafter. Zwischen 4000 und 2500 v. Chr. war auch Schiefer ein häufig benutzter Werkstoff. In dieser Zeit wurden auch die Grubenhäuser häufiger. Es gibt aber Unterschiede zwischen den bewaldeten Inlandstälern und den Gebirgsgegenden. So wurden in den Inlandstälern Äxte (Nøstvet-Äxte) als normales Handwerkszeug gefunden. Sie fehlen im Gebirge vollständig.
Die Felsritzungen zeigen im Wesentlichen jagdbares Wild und umfassende Jagdszenen. Hauptjagdbeute war das Ren. Dies ergeben nicht nur die Ritzungen, sondern auch die Knochen an den Fundstellen.
In der Warmzeit war die Baumgrenze auch entsprechend höher, etwa bei 1200 m ü. M. Dann wurde es feuchter und in den hohen Lagen breiteten sich Sümpfe aus. Die Baumgrenze sank offenbar um ein paar hundert Meter. Erst um 4000 v. Chr. stieg die Temperatur wieder. Die Änderungen der Baumgrenze zogen Änderungen im Wanderverhalten des Rentiers nach sich und diese auch Änderungen der Jagdgebiete der Menschen. In der Zeit zwischen 5800 und 5000 v. Chr. nahm die Siedlungstätigkeit im südlichen Gebirgsmassiv aus bislang ungeklärter Ursache deutlich ab. Gleichzeitig nahm sie an der Küste deutlich zu.
Anders als die Jäger im Inland spricht alles dafür, dass die Küstenbewohner sesshaft waren. Die reichsten Siedlungsfunde wurden an Stellen mit starker Tideströmung gemacht. Sie zeigen auch, dass immer die gleiche Stelle über einen sehr langen Zeitraum verwendet wurde.
Der bislang am genauesten untersuchte und an Funden reichste Siedlungsplatz ist Kotedalen in der Kommune Radøy. Hier wurden dicke Schichten mit vielen organischen Siedlungsresten und sehr vielen Abfallstücken aus der Produktion von Steingeräten gefunden. Viele Knochen verschiedenster Tierarten wurden entdeckt. An einer Feuerstelle wurden 7008 Knochenstücke gefunden. Es wurden 13 verschiedene Arten von Fischen, Vögeln und Amphibien identifiziert, vor allem Makrelen, Hirsche und Alke. Es wurden aber noch viele andere Siedlungsplätze, die dauernd belegt waren, nahe bei Tideströmungen am Fjord gefunden. Dabei stellte sich heraus, dass es mehrere getrennte Kulturschichten gab, dass es also größere zeitliche Abstände zwischen den Siedlungsphasen gegeben haben muss. In Kotedalen waren es 16 zu unterscheidende Siedlungsschichten.

### Beginn des Ackerbaus
In Kotedal fand man auch Spuren von Weizen und Gerste in den Schichten der jüngeren Steinzeit. Das wenige, das man zusammen mit Knochen von Weidevieh gefunden hat, deutet auf eine ganz bescheidene Landwirtschaft hin. Es kann sich allenfalls um eine marginale Zusatznahrung oder um Ressourcen für Feste gehandelt haben.
Zwischen 4000 und 2900 v. Chr. ist der Beginn des Ackerbaus anzusetzen. Er begann nach den Spuren der Brandrodung an den Küsten von Østfold und auf den sandigen Moränen dort. Es handelte sich um einfache Weizensorten und vielleicht Gerste. Als Tiere wurden wohl Schaf und Ziege gehalten. Dabei kam es wohl nur auf das Fleisch an, denn sie wurden nach den Funden sehr jung geschlachtet. Wolle und Milch wurden offenbar noch nicht gewonnen. Ob die Jäger und Sammler sich allmählich auch der Landwirtschaft bedienten, oder ob die Landwirtschaft von Einwanderern betrieben wurde, die die Technik bereits beherrschten, ist umstritten. Es fällt auf, dass die Jäger offenbar mehr an der Küste siedelten, der Ackerbau aber weiter im Inland betrieben wurde.
Die älteste bekannte Tonscherbe in Westskandinavien stammt aus der Zeit um 4000 v. Chr. Um die Mitte des 4. Jahrtausends v. Chr. ist die Schnurkeramik und die Trichterbecherkultur nachweisbar.
Aus der gleichen Zeit stammen 6 Bernsteinperlen, die in der Nähe von Hammerfest bei einem Siedlungsplatz gefunden worden sind. Auch auf Magerøya wurde Bernstein aus dieser Zeit gefunden. In Norwegen gibt es keine Bernsteinvorkommen. Ein Dolch aus kaltgehämmertem Kupfer aus der Zeit um 2000 v. Chr., der im innersten Teil des Varangerfjordes gefunden wurde, spricht für Kontakte über eine Ostroute nach Nordwestrussland und an die Ostsee. Es ist der älteste in Norwegen gefundene Metallgegenstand.
Aus mehr jurtenartigen Behausungen wurden regelrechte Steinbauten mit dicken Mauern. Die Population scheint gewachsen zu sein.
Ab 3300 v. Chr. sind in Südnorwegen Megalithgräber nachgewiesen. Das bedeutet, dass sich in dieser Zeit bereits soziale Unterschiede in Südnorwegen herausbildeten. Um den Oslofjord und am Stavangerfjord ist die Streitaxtkultur verbreitet gewesen. Archäologisch finden sich allerdings Gegenstände, die zu diesen Kulturen nicht gehören, und es fehlen Gegenstände, die jeweils unbedingt zu erwarten wären. Deshalb ist diese Einordnung nur bedingt brauchbar. Gegen 3000 gingen Ackerbau und Viehzucht wieder zurück und das Jagen und Sammeln nahm wieder zu. Nach Auf- und Abschwüngen begann der Ackerbau um 2500 v. Chr. systematisch zu verschwinden und endete 1800 v. Chr. in ganz Norwegen. An der Jagd waren beide Geschlechter beteiligt: Die Männer werden mit Großwild, die Frauen mit Vögeln zusammen dargestellt. Sie betrieben wohl auch den Fischfang mit Booten und sammelten essbare Pflanzen.

### Bronzezeit
Ab 2000 v. Chr. sind die ersten Bronzegeräte nachzuweisen. Die eigentliche Bronzezeit wird für Norwegen ab 1800 v. Chr. angesetzt. Die arktische Bronzezeit ist sowohl der Herkunft als auch der Art der Gegenstände nach deutlich von der übrigen nordischen Bronzezeit zu unterscheiden. Bronze war aber für das Überleben nicht wichtig. Im täglichen Leben wurden nach wie vor Steinwerkzeuge benutzt. Die Bronzegeräte dürften Statussymbole gewesen sein. Dafür spricht, dass aus einem Zeitraum von 1300 Jahren in Norwegen nur wenige hundert Bronzefunde existieren, während die Funde in Dänemark in die Tausende gehen. Aber „Bronzezeit“ wird hier nicht so sehr auf den Gebrauch des Materials bezogen, vielmehr ist damit eine bestimmte Kultur bezeichnet, die sich in Begräbnissitten und in den Felszeichnungen widerspiegelt. Man spricht von einer „Bronze-Aristokratie“.
Die Funde konzentrieren sich auf drei Kernbereiche: Der älteste Bereich liegt im Südwesten bei Jæren und Lista. Später kam das Gebiet um den Oslofjord und die besten Ackerbaugebiete im Inneren des Ostlandes hinzu. An dritter Stelle kam noch der Karmsund und das Gebiet um den Sognefjord hinzu.
Im Südwesten (Jæren, Lista) trat bereits 1800 v. Chr. eine neue Kultur in Erscheinung. Die Bronzefunde, Grabanlagen und Haustypen verweisen so deutlich auf Nordjütland, dass eine Verbindung über den Skagerrak nicht zu bezweifeln ist, ja, man darf von einer Einwanderung aus Nordjütland ausgehen. Die imposantesten Stücke sind zwei Luren, wie sie auch in Jütland gefunden wurden, aus Revheim bei Stavanger, die dort 1894 aus einem Moor geborgen wurden. In dieser Zeit beginnen auch die ersten imposanten Grabstätten, die Hügelgräber. Mit Zunahme der Besiedlung bildeten sich Machtstrukturen wie in Südnorwegen heraus.
Um diese Zeit vollzieht sich in Nordnorwegen eine Entwicklung von Einzelbehausungen ohne Verbindung zueinander zu Gebäudezusammenballungen (Grassodenhäuser) mit bis zu 20 bis 30 stabilen Häusern, von denen die meisten immer bewohnt waren. Das Normale waren 4–6 Häuser. Die Regelmäßigkeit der Hausanordnung lässt auf klare Regeln schließen, die von allen beachtet wurden. Zu Beginn der Bronzezeit waren die Familien in Nordnorwegen offenbar noch alle gleichgestellt. Metallgegenstände sind selten.
Alle die genannten Funde und großen Grabanlagen weisen auf tief greifende gesellschaftliche Veränderungen hin. Die Ausbildung einer Häuptlingsgesellschaft beginnt dort, wo in größerem Umfang Ackerbau und Viehzucht betrieben wurden. Das war offenbar der Südwesten Norwegens. Dort änderte sich auch der Hausbau: Es kam das hölzerne Langhaus auf, wie es auch in Norddänemark zu finden ist. Der bekannteste Fund liegt auf Hundvåg, einem Stadtteil von Stavanger. Der Platz ist seit etwa 10.500 Jahren bewohnt. Die 2002 entdeckten Langhäuser stammen aus der Zeit um Christi Geburt (Lit.: Stavanger Museum). Aus der älteren Bronzezeit stammen die Langhäuser, die in Forsand zwischen Lysefjord und Høgsfjord entdeckt wurden. Charakteristisch für die Häuser war, dass das Vieh am einen Ende untergebracht war, die Menschen am anderen.
Zwischen 1100 und 500 v. Chr. ist im Südwesten Norwegens ein Niedergang zu verzeichnen, im Osten nimmt dagegen der Wohlstand zu. Gründe dafür sind nicht sicher festzustellen. Aber offenbar hat die enge Verbindung zu Jütland abgenommen, dafür aber der Handel seinen neuen Weg über das Kattegat genommen. Viele Schatzfunde unter Steinen oder im Geröll in Südostnorwegen zeigen künstlerisch herausragende Bronzeschmuckstücke. Anderes wurde in Flüssen, Seen oder Mooren versenkt. Es handelt sich hauptsächlich um Frauenschmuck. Die künstlerische Ausführung lässt auf eine hohe Stellung der Besitzer schließen. Eine Häuptlings- und Adelsgesellschaft stellt ihre besondere Stellung durch den Wert ihrer Schätze zur Schau. Die Häuptlingsgräber weichen von denen im Westen ab: Es handelt sich um Geröllgräber auf Bergeshöhen mit weiter Aussicht oder auf Inseln, jedenfalls von der menschlichen Behausung entfernt. Die Geröllgräber waren entweder rund wie die Hügelgräber oder lang gestreckt rechteckig. Das längste ist auf der Insel Herføl vor dem Ort Hvaler und ist 100 m lang und 7 m breit. Von den runden Geröllgräbern ist das auf Hornnes in Skjeberg, einem Ortsteil von Sarpsborg, mit 40 m Durchmesser und 5 m Höhe das größte. Ein solches Monument zu errichten, setzt eine mächtige Familie voraus, die den Arbeitseinsatz vieler Menschen zu organisieren wusste. Am Grunde der Geröllgräber befand sich eine Kiste aus schweren Steinplatten, oft mehrere hundert Kilo schwer. In der älteren Bronzezeit waren die Steinkisten etwa 2 m lang, groß genug für einen ausgestreckten Körper. Später waren die Kisten klein und nur für eine Urne geeignet. Die Änderung auf die Brandbestattung ist eines der Kennzeichen für den Übergang von der älteren zur jüngeren Bronzezeit. Diese Bronze-Kultur war nicht nur an der Küste verbreitet, sondern zog sich weit ins Landesinnere bis nach Gudbrandsdalen und Telemark. In Nordnorwegen wurden große Geröllgräber gefunden, die größten in Troldnes (Ortsteil von Steinkjer) in Trøndelag: Es handelt sich um ein Begräbnisgebiet mit 20 großen Geröllgräbern, die isoliert stehen und für mehrere Begräbnisse genutzt wurden. Es sind reiche Grabbeigaben aus Bronze gefunden worden. Ein besonders großer 2500 Jahre alter Bronzeschatz stammt aus Store Stavå in Oppdal in Sør-Trøndelag: 19 Schmuckstücke und Gerätschaften. Der hohe Metallwert zeigt, dass 500 v. Chr. auch hier eine aristokratische Schichtung stattgefunden hat.
Um 2000 v. Chr. finden sich die ersten Anzeichen eines Glaubens an höhere Mächte: An besonderen Stellen werden besonders schön gearbeitete Gegenstände abgelegt. Es gibt auch Puppen, die wohl die Verstorbenen darstellen und im Hause als deren Vertreter aufbewahrt wurden. Auch die späteren Felsritzungen werden religiös interpretiert, weil die Motive über ein großes Gebiet verteilt sich immer und immer wieder wiederholen. Aber davon abgesehen wird ihnen auch eine soziale Prestigefunktion ähnlich den Bronzeschmuckstücken zugeschrieben.
Es können nun Handelsverbindungen über große Entfernungen nachgewiesen werden: Norwegischer Flint gelangt nach Dänemark, jütischer Bernstein bis Nordnorwegen, baltischer Bernstein nach Mittelnorwegen, russischer Flint von Olonez ans Nordkap und nach der Halbinsel Kola. Asbest aus Mittelfinnland wurde in Nordnorwegen dem Ton zugesetzt (Asbestkeramik).
Die Hauptverbindung ging über Dänemark–Göteborg–westschwedische Küste nach Oslo. Dann teilte sich der Weg. Ein Weg ging an der Küste um Südnorwegen entlang, der andere über das Hochland nach Mittelnorwegen. Aber Norwegens Südwesten erhielt allmählich zentrale Bedeutung für die Vermittlung von Bronze nach Norden und Fellen aus dem Norden nach Süden. Ein sekundärer Weg wird über den Finnischen Meerbusen, den Ladogasee, Karelien, Weißes Meer und die Halbinsel Kola nach Finnmark angenommen. Am Varangerfjord fand man Bronzespeerspitzen und Dolchklingen aus Bronze des Uralgebietes. Während die Funde vor dem ersten Jahrtausend v. Chr. nur sporadisch sind, werden sie danach weit verbreitet und weisen auf einen stärkeren Austausch zwischen Fennoskandinavien und den Bronze produzierenden Gesellschaften im Osten. Eine Verbindung zur Ananino-Kultur am Oberlauf der Wolga konnte wahrscheinlich hergestellt werden. Es kam offenbar zu regelmäßigerem Austausch von Pelzen aus dem Norden gegen Metall aus dem Osten. Dafür spricht die Verbreitung der kleinen Bronzeäxte samt ihrer Gussformen aus der Anino-Kultur bis nach Fennoskandinavien. Die Verzierungen auf der Asbestkeramik wurden schon um 2000 v. Chr. den Verzierungen auf den kleinen Bronzeäxten angeglichen (Zickzackband von zwei Doppellinien begrenzt). Die Handelsverbindungen endeten erst Jahrhunderte nach Christus.
Ein organisierter Handel konnte für diese Zeit in Westnorwegen nicht nachgewiesen werden. Die Bronze-Artefakte waren mit traditionellen lokalen Dekoren versehen. Erst zu Beginn der Eisenzeit, als die Bronze an Wert verlor, finden sich Fertig-Importe aus Dänemark.
Seit der Mitte des 3. Jahrtausends änderten sich die Motive der Felsritzungen. Die bisherigen Jagdszenen wurden von Landwirtschaftsszenen abgelöst. In diese Zeit gehören die Felszeichnungen von Alta. Dargestellt wurden nun vorwiegend Einzelpersonen zusammen mit Rentieren und schwangere (?) Frauen. Getreideanbau, Alm- und Viehwirtschaft sind die dazugehörigen Lebensweisen.

### Eisenzeit
Nach 1000 v. Chr. wurde allmählich die bis dahin übliche Erdbestattung durch eine Feuerbestattung ersetzt. 500 v. Chr. wurden Schmuckstücke aus Eisen neben solchen aus Bronze in den Urnen beigegeben. Aber das Eisen bleibt zu dieser Zeit noch ein seltenes Material. Der Zusammenhang mit der festländischen Urnenfelderkultur ist unklar. Nach 500 v. Chr. liegt eine Periode bemerkenswerter Fundleere. Die Grabbeigaben nehmen ab. Es gab auch keinen Kupfer- oder Zinnbergbau in Norwegen.
Das nördlichste Norwegen orientierte sich nach Osten und hatte Verbindungen zu finno-ugrischen Völkern in Russland wie der Ananino-Kultur. Das in Nordnorwegen gefundene Eisen kam sicher von dort. Die Ausbreitung der Asbestkeramik um 800 v. Chr. über Nordnorwegen, Nordschweden und ganz Finnland deckt sich mit dem damaligen Gebiet der Samen. Ob die Samen sich autochthon entwickelt haben oder eingewandert sind, ist noch nicht entschieden. Im übrigen Norwegen siedelte eine germanisch sprechende Bevölkerung. In den ersten Jahrhunderten nach Chr. kamen die Handelsverbindungen nach Osten zum Erliegen und blühten erst wieder gegen Ende der Wikingerzeit um 900 auf.
Archäologisch wird die Eisenzeit in die vorrömische (bis zur Zeitenwende) und römische (bis ca. 400 n. Chr.) Phase, die Völkerwanderungszeit (bis 550 n. Chr.), die Merowingerzeit (bis 800 n. Chr.) und die Wikingerzeit (bis 1050 n. Chr.) eingeteilt. Um 550 wird auch der Übergang vom älteren zum jüngeren Eisenzeitalter angesetzt.
Um 500 v. Chr. begann der Gebrauch von Eisen. Die lokale Eisenverarbeitung in Norwegen begann ab 200 v. Chr. Die Besonderheit ist, dass die Eisenproduktion weitab in den Hochtälern stattfand. Heute hat man dafür folgende Erklärung: Die Jäger brauchten das Eisen nicht, jedenfalls nicht in den Mengen, in denen es produziert wurde. Die Bauern hätten es gebrauchen können. Aber sie hatten offenbar die Technik und das Personal für die Holzbeschaffung in der erforderlichen Größenordnung nicht. In den küstennahen Siedlungen finden sich kaum Eisengegenstände aus dieser Zeit. Die sehr komplizierte und äußerst fehleranfällige Produktionsweise legt es nahe, dass Spezialisten aus Mitteleuropa dort zu Gange waren. Eine mündliche Überlieferung von einheimischen Reisenden hätte die erforderliche praktische Erfahrung nicht ersetzen können. Die Bezeichnungen in diesem Zusammenhang deuten darauf hin, dass die Eisenverarbeitung von keltisch sprechenden Gruppen aus Mitteleuropa vor der Eroberung durch die Römer übernommen wurde. Denn das Wort für Eisen wurde vom keltischen Wort „isarno“ und nicht vom römischen Wort ferrum abgeleitet. Die Jäger in den Hochtälern lernten die Eisenproduktion und tauschten zunächst Eisen gegen Korn, bis sich herausstellte, dass die Beschaffung der erforderlichen Holzmengen zu viele Personen banden, die für die Jagd benötigt wurden, so dass die Eisenproduktion bald fast eingestellt wurde. Es dauerte einige hundert Jahre, bis eine weniger personalintensive Herstellung entwickelt wurde. Dies geschah in der Wikingerzeit. Es wurden kleinere, aber effektivere Öfen entwickelt. Sie waren bei weitem nicht so personalintensiv wie früher. Die Eisenproduktion nahm im ersten Jahrtausend sprunghaft zu und ermöglichte neue Waffen und den Schiffbau der Wikinger.
Die auf späteren Felszeichnungen in Østfold und Bohuslän abgebildeten Boote gleichen dem Hjortspringboot aus der Zeit um 300 v. Chr., das in Dänemark gefunden wurde. In Nordschweden wurde ein Boot geborgen, das die gleichen Ruderbänke hatte, wie das Hjortspringboot. Die Boote wurden in Kraweel-Bauweise hergestellt, indem zunächst der Rumpf gefertigt wurde, und anschließend mit Verbindungen und Ruderbänken stabilisiert. Das Hjortspringboot zeigt eine handwerkliche Fertigkeit, die auf eine lange Tradition in der Holzverarbeitung zum Bootsbau zurückgehen muss. Man nimmt an, dass sie bis ins Bronzezeitalter zurückgeht. Dieser Bootstyp war also offenbar in weiten Teilen Skandinaviens verbreitet. Zum Rudern benutzte man Riemen, die mit einer Schlaufe an einer einzelnen gekrümmten Dolle („Keip“) befestigt waren. Das älteste Boot mit solchen Dollen wurde in Mangersnes, ein Teil der Kommune Radøy in Hordaland gefunden und auf die Zeit zwischen 30 v. Chr. und 250 n. Chr. datiert. Zu dieser Zeit muss das Rudern das Paddeln bereits abgelöst haben. Es gibt auch Felszeichnungen aus dieser Zeit, die auf Rudern hinweisen. Möglicherweise wurde das Rudern von römischen Fahrzeugen auf dem Rhein abgeschaut.
Es wurden auch Einbäume gefunden, aber die sind keineswegs besonders alt. Der vorläufig älteste Einbaum Norwegens wurde im Fluss Glomma bei Sørumsand gefunden und auf etwa 300 v. Chr. datiert. Ein anderer wurde in Siljan in Telemark gefunden und dürfte etwa 200–300 n. Chr. gebaut worden sein. Einflüsse aus englischer Bootsbau-Tradition können ausgeschlossen werden. Die dortigen Boote haben andere, massivere Rumpfkonstruktionen.
Um 550 wurden durch Jordanes erstmals germanische Stämme im heutigen Norwegen erwähnt.

## Nach der Zeitenwende bis ca. 550 n. Chr.
In der Zeit um die Zeitenwende und in den ersten beiden Jahrhunderten danach machte sich der kulturelle Einfluss des römischen Reiches auch in Norwegen bemerkbar: Es kam wieder die Erdbestattung mit reichen Grabbeigaben auf. Diese Grabbeigaben enthielten häufig Importwaren aus dem Süden. Das betraf auch Bronzegegenstände. So wurde kurz vor der Zeitenwende in Sola (in der Nähe von Stavanger) ein Bronzekessel als Urne verwendet, der in Norddeutschland oder im keltischen Bereich Mitteleuropas hergestellt worden war, sicher eine Seltenheit zur damaligen Zeit. Der Warenstrom nach Norwegen steigerte sich erst nach der Zeitenwende. Glas, Bronzegefäße aber auch Edelmetalle waren gesucht. Die Waren stammten aus Werkstätten in Norditalien und am Mittelmeer, auch aus den römischen Westprovinzen. Der Hauptsammelpunkt lag in Dänemark, nur einiges davon gelangte dann weiter nach Norden. Zunächst findet man die Waren in Østfold, weil dies Dänemark am nächsten liegt. Dort findet man die reichsten und prestigeträchtigsten Grabbeigaben aus dieser Zeit mit Gold-, Silber- und Bronzegegenständen. Die Gräber zeigen auch eine inzwischen ausgeprägte gesellschaftliche Schichtung. Nach der Zeitenwende entwickelte sich offenbar eine neue Elite, eine Art Kriegeraristokratie. Diese brach mit der auf Verwandtschaft aufgebauten Stammesgesellschaft und baute auf ihre Kampftüchtigkeit, was kaum eine stabile Gesellschaft hervorbringen konnte. Unter anderem kamen Rundsiedlungen für ein paar hundert Menschen auf, in denen zirka 16 m lange Häuser Wand an Wand im Kreise gebaut wurden. Sie waren vom Stavangerfjord im Süden bis nach Troms im Norden rund 400 Jahre lang in Gebrauch und wurde um 400 n. Chr. verlassen. Anzeichen von Frauentätigkeiten wurden nicht gefunden. Es handelt sich offenbar um Männerunterkünfte, sei es Thingstätten, sei es Gefolgschaftsunterkünfte. Es handelt sich wahrscheinlich um die ersten Anzeichen einer Häuptlingsgesellschaft.
Obgleich Kontakte der germanisch sprechenden Bevölkerung von den Lofoten bis zum römischen Reich nachzuweisen sind, hat die Völkerwanderung und der Zusammenbruch des Limes um 400 n. Chr. keinen unmittelbaren Bruch in der kulturellen Entwicklung gebracht. Lediglich die Begräbnissitten veränderten sich und wurden sparsamer. Der Übergang zwischen der späten Römerzeit und der späten Völkerwanderungszeit (400–550 n. Chr.) zog lange nicht so bedeutende Veränderungen nach sich wie die Zeit um 200 n. Chr. Aus keiner prähistorischen Periode Norwegens gibt es so viele Funde wie von den Jahren zwischen 200 und 550 n. Chr. Mit einem Schlage explodieren die Menge des Fundmaterials und dessen Variantenreichtum über das ganze Land, so dass man dieses Wachstum geradezu mit der Wikinger-Zeit vergleichen kann. Der Handel mit dem Süden und den römischen Provinzen nahm einen kräftigen Aufschwung.
Die reichen Gräber zeigen, dass die Häuptlinge sich Luxuswaren aus dem römischen Reich beschafften, Gegenstände aus Gold, Silber, Bronze und Glas. Eine wichtige Handelsroute ging von Aquileia in Norditalien nach Norden zur Donau weiter zur Ostsee und nach Dänemark. Ein anderer Weg führte vom Rhein über Land zur Weser und Elbe nach Norden, ein weiterer entlang der Nordseeküste der Niederlande und Frieslands nach Südskandinavien. In der späten Römerzeit wurden die Warenströme von mächtigen Geschlechtern in Sjælland kontrolliert. Von dort gingen die Waren zu den Häuptlingen in Østfold (Südostnorwegen) im Austausch gegen Häute und Pelze. Der Import bedeutete vor allem Reichtum und Autorität und war auf die Häuptlinge beschränkt.

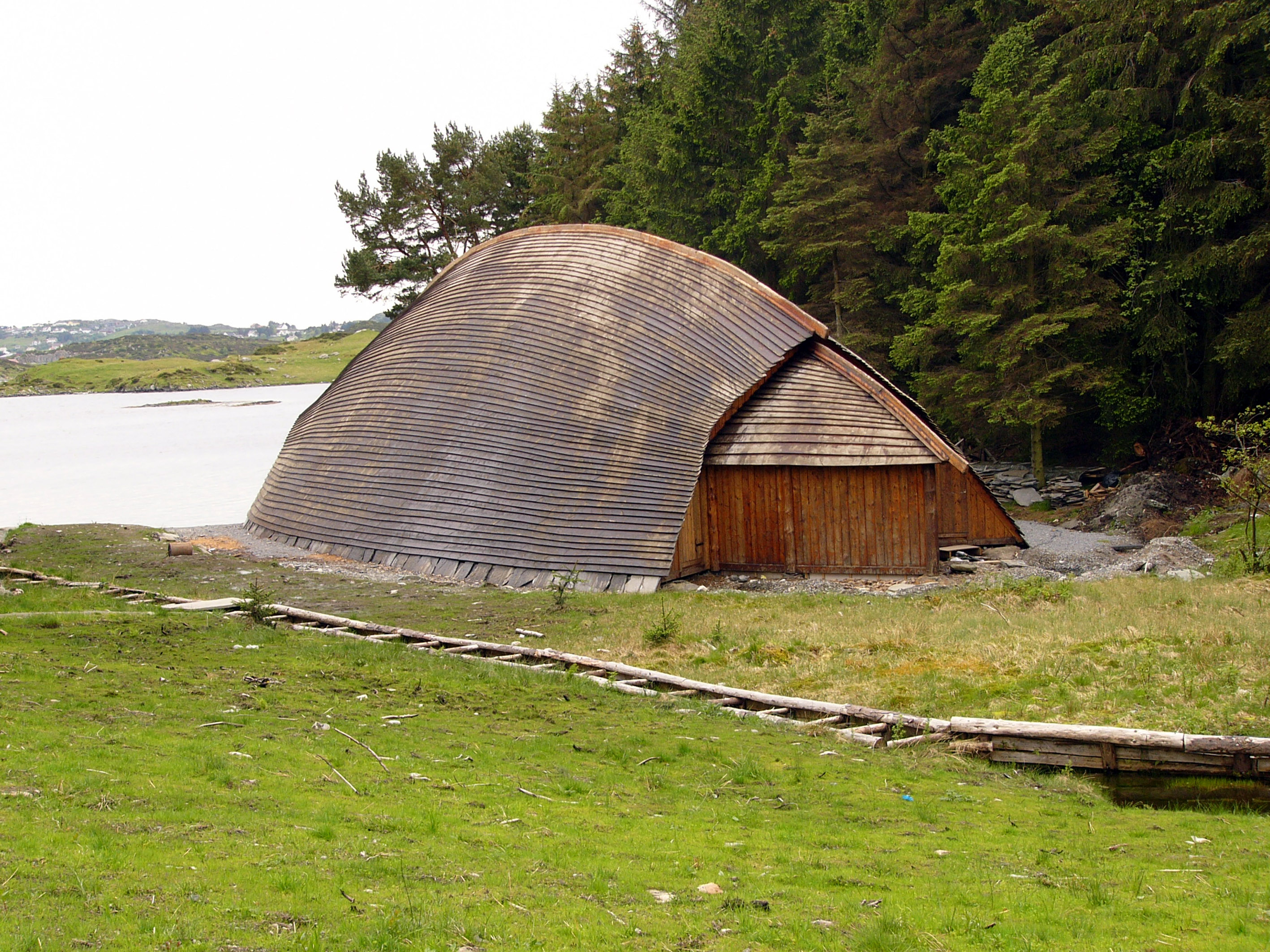
Rekonstruiertes Wikingerbootshaus auf Karmøy, Norwegen.

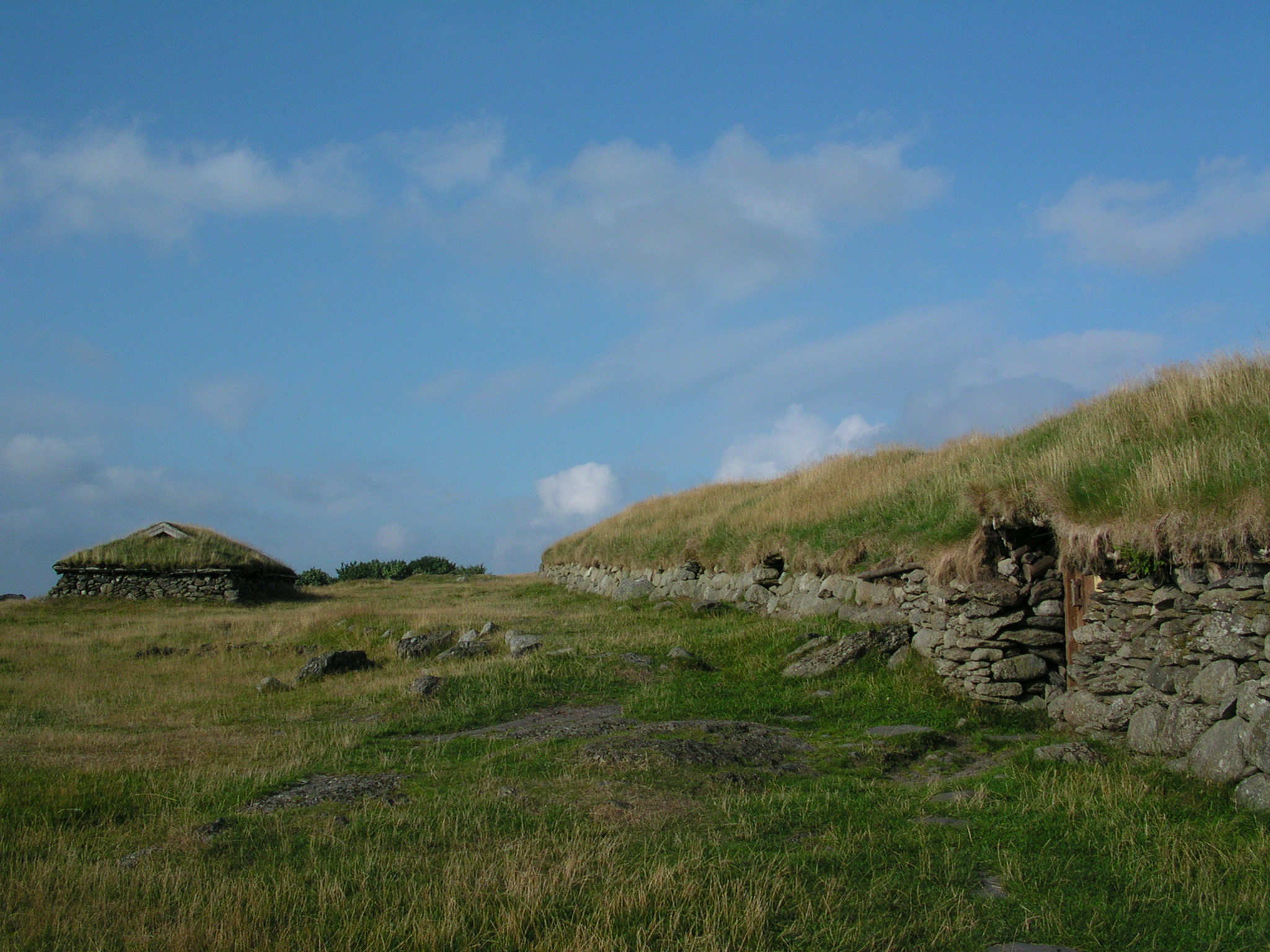
Auf den alten Grundmauern rekonstruierter Eisenzeithof Ullandhaug (Stavanger) aus der Zeit zwischen 350 und 550 n. Chr.

Entlang der Küste wurden Bootshäuser für Schiffe mit bis zu 20 Ruderern gebaut. Funde von Bootsteilen in Norwegen zeigen, dass die Schiffbaukunst Fortschritte gemacht hat, wie sie am Nydam-Schiff zu erkennen sind. Die Planken wurden nun mit Eisennägeln verbunden. Das Bild ist uneinheitlich: Auf der einen Seite Burgenbauten auf Anhöhen, Waffenfunde und vergrabene Schätze, die auf Krieg hindeuten, auf der anderen Seite wachsende Anzahl von Importwaren, neue Siedlungen und ausgedehnte Gräberfelder über mehrere Generationen, die auf eine ruhige Gesellschaftsentwicklung hinweisen. Hintergrund ist das einsetzende Bevölkerungswachstum. In vielen vorher unbesiedelten Tälern entstanden um 300 n. Chr. neue Gehöfte von 4 bis 11 ha Größe. Als besonders ergiebige Quelle haben sich die Flurnamen gezeigt, die sich weit über 1000 Jahre hinweg erhalten haben. Davon gibt es über 50.000 in Norwegen. Zu verschiedenen Zeiten wurden Flurnamen auf unterschiedliche Weise gebildet, so dass sich daraus mit Vorbehalten gewisse Schlüsse über die Besiedlungsentwicklung ziehen lassen.

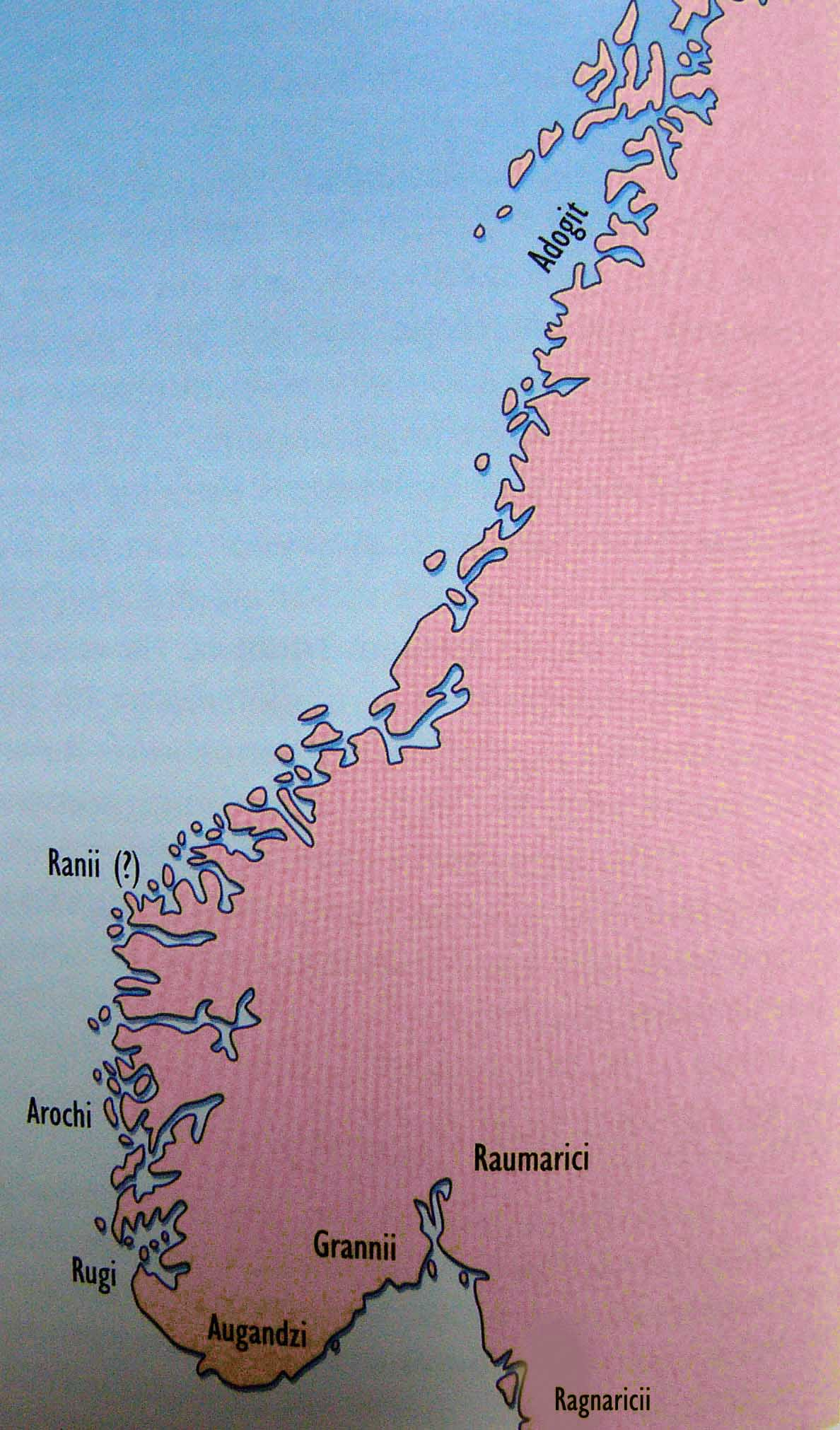
Vermutete Verteilung der in lateinischen Quellen genannten Stämme.

Ob diese Bevölkerungszunahme eine örtliche Entwicklung war oder durch Zuwanderung entstanden ist, ist in der norwegischen Wissenschaft noch nicht entschieden. Immerhin deuten die örtlichen Stammesnamen „Ryger“ und „Horder“, die in der ältesten Geschichtsschreibung genannt werden, auf die von Tacitus erwähnten rugii und die von Caesar erwähnten harudes.
Der germanische Geschmack entwickelte sich von geometrischen Figuren (bis ins 5. Jh. n. Chr.) zu den Tierornamenten (dominierend ab der 2. Hälfte des 5. Jh.) Die Motive sind der römischen Kunst entnommen, zunächst als Kerbschnitzerei, dann in Metall überführt. Das häufigste Vorkommen lag in Südnorwegen. Nachdem die Angeln, Sachsen, Jüten und andere Völkerschaften sich in England etabliert hatten, wurden Handelskontakte rund um die Nordsee zwischen England, Frankreich, Nordwestdeutschland, Jütland und Norwegen geknüpft. Die Nordsee wurde zum germanischen Binnenmeer. Die ostdänischen Häuptlinge verloren den Zugriff auf den Handel aus dem Süden. So kam es, dass die Waren auch nach West- und Nordnorwegen gelangten. Die Völkerwanderungszeit war vor allem die Zeit der Größe des Westlandes.
Der Nordweg längs der norwegischen Küste war der Hauptnerv des innernorwegischen Handels. Von ihm zweigten die Wege zum Land und in die Fjorde ab. Daunen, Federn, Walrosszahn, Speck und Häute vom Seehund und Wal, kostbares Pelzwerk aus dem Inneren des Landes wurden ausgeliefert. Diese Waren wurden an Häuptlingssitzen in der Nähe des Hauptverkehrsweges gesammelt. Die Häuptlinge waren in der Lage, große Schiffe auszurüsten, kontrollierten aber damit auch den gesamten Küstenhandel. Ein solches Gebiet war z. B. der Karmsund. Der dortige Häuptling auf Avaldsnes/Karmøy saß an einem Knotenpunkt mit großem Hinterland und konnte den gesamten Handel zwischen Süd und Nord kontrollieren. Der Karmsund wurde zur Keimzelle für die Macht Harald Hårfagres. 1834 entfernte der dortige Pfarrer einen großen Grabhügel für den Bau eines eigenen Gebäudes. Dabei wurde ein ungewöhnlich reiches Häuptlingsgrab freigelegt. Der Häuptling hatte ein römisches gladius in einer silberbeschlagenen Lederscheide bei sich. Das belegt, dass bereits vor Harald der Karmøysund ein Machtzentrum war. Ähnliche Gebiete waren die Inseln bei Sunnmøre und der Sund in Vesterålen, das äußere Namdalen, das Andøyagebiet und viele andere Orte entlang der Küste. Besonders wichtig waren die Orte, wo Land- und Seetransport zusammentrafen. Dort wurden die Waren umgeladen und wechselten auch den Besitzer. Dort saßen mächtige Geschlechter, die den Transport zwischen der Küste und dem Hochland kontrollierten. Das führte zu einem starken Gewinngefälle in Richtung Inland. Die dortigen Produzenten bekamen für ihre Waren allenfalls Korn, Textilien, Waffen, Geräte und einfache Schmuckstücke. Die Küstenroute ging bis nach Troms, das äußerste Siedlungsgebiet der Landwirtschaft.
Dort kam man in Kontakt mit der Weidewirtschaft der nomadisierenden Samen, wahrscheinlich die Nachfahren der von Tacitus genannten fenni, das westnordische Wort für Samen. Ptolemaios schrieb um 150 n. Chr. von Finnoi in Skandia. Jordanes erwähnte etwa 500 n. Chr. screrefennae, in heutiger Form skridfinner, also Samen auf Ski. Davon schrieb auch Prokop zur gleichen Zeit. Ihr Lebensraum wurde daher Finnmark genannt, ein Gebiet, das damals wesentlich größer war als heute. Allerdings ist bislang – im Gegensatz zur Steinzeit und zur Bronzezeit – kein brauchbares Fundmaterial aus der Zeit nach der Zeitenwende entdeckt worden. Das erste Jahrtausend wird daher für den äußersten Norden das „fundleere Zeitalter“ genannt. Das wird darauf zurückgeführt, dass die Nomaden ihre Geräte aus einem Material herstellten, das die lange Zeit nicht überdauerte. Aber man findet Fanggruben und andere mit Stein ausgekleidete Gruben, die stark erhitzt worden sind, möglicherweise um Öl aus Walspeck zu gewinnen. Sie wurden bis in die historische Zeit genutzt. Man hat auch einen samischen Ski vom Ende des 6. Jh. gefunden. Die Samen hatten mit den nördlichsten Germanen rege Kontakte, und viele samische Worte sind Lehnworte aus diesen Begegnungen. Diese müssen nach den Lautverhältnissen vor 500 n. Chr. übernommen worden sein, als die nördliche Landbevölkerung ihre eigene Schriftsprache erhalten hatte.
Um 200 n. Chr. datiert die älteste bekannte Runeninschrift. Es handelt sich um das auf einer Eisenspeerspitze geritzte Wort raunijaR, das prüfen heißt. Die Bedeutung an dieser Stelle ist ungeklärt. Die Spitze wurde in Øvre Stabu in Zentralnorwegen Oppland gefunden.
Die Schrift wurde bis Ende des 7. Jh. benutzt. Die so erhaltene Sprache ist das Urnordische. Es wurden zirka 150 urnordische Runentexte gefunden. Sie sind kurz und stereotyp. Die weite räumliche Streuung der Funde deutet darauf hin, dass rund um die Nordsee ziemlich die gleiche Sprache gesprochen wurde, man sich zumindest ohne Probleme gegenseitig verstand. Wahrscheinlich entstanden die Runen aus den Kontakten zwischen den Häuptlingen in Südskandinavien und den römischen Truppen in Germanien. Germanen aus dem Norden dienten im römischen Heer, und wenn sie in den Offiziersrang aufstiegen, mussten sie lesen und schreiben können, um die Befehle lesen zu können. Zu dieser Zeit wanderten auch lateinische Lehnwörter ins Urnordische ein, z. B. das Wort cattus wurde zu kattuR (Katze) und catillus wurde zu katilaR (Kessel). Während zu Beginn nur einzelne Gegenstände mit einzelnen Runenwörtern versehen wurden, finden sich ab dem 4. Jh. in Norwegen und Schweden Runentexte auf Bautasteinen als Gedächtnisinschriften für Tote. Es müssen viel mehr Inschriften hergestellt worden sein, als erhalten sind. Denn die Zeichen sind für Holz geschaffen. Es gibt nur gerade Linien, senkrecht und schräg. Runde Kerben lassen sich wegen der Jahresringe nur schwierig ritzen, waagerechte Linien werden in den natürlichen Furchen des Holzes eines Brettes rasch undeutlich oder verschwinden.
In der älteren Römerzeit hatten sich nur einzelne mit Waffen beerdigen lassen. Aber ab dem 3. Jh. wurde die Grabbeigabe Schwert, Lanze, Speer und Schild für eine bestimmte Bevölkerungsgruppe fast zur Regel. Offenbar hatten junge Männer aus diesen Familien sich nach Mitteleuropa aufgemacht, sich mit anderen Germanen zusammengeschlossen, Heeresdienst bei den Römern abgeleistet und waren mit Ruhm und Ehre in die Heimat zurückgekehrt. Einige erhielten später ihre mitgebrachte Ausrüstung als Grabbeigabe. Diese Schwerter sind nämlich in römischen oder provinzialrömischen Werkstätten hergestellt und unterscheiden sich von anderen Schwertern. Denn in die Klinge war eine die Siegesgöttin Victoria symbolisierende Figur eingraviert. Diese Schwerter waren römischen Offizieren vorbehalten, sind daher äußerst selten und kamen kaum über den Handel nach Norwegen. Es kann sich aber auch um Beutestücke gehandelt haben. Es wurden nun auch viele Befestigungen gebaut, ihre Deutung ist jedoch unsicher. Die einen halten dies für ein Zeichen dafür, dass die Gesellschaft sich noch nicht zu größeren Einheiten zusammengefunden hatte, so dass die Geschlechter sich gegenseitig bekämpften, andere sehen im Gegenteil darin den Beginn einer größeren Herrschaftsorganisation, zumal die Anlagen zum Teil in Sichtweite standen, und an der Küste von Telemark sind die Befestigungen so aufgereiht, dass sie den Küstenverkehr kontrollieren konnten. Die Archäologie ist aber für ein endgültiges Urteil noch nicht weit genug gediehen.
Die reichsten Grabbeigaben mit Gold, Silber, Bronze und Glas haben ein charakteristisches Verbreitungsgebiet. Sie liegen in landwirtschaftlich fruchtbaren Gegenden mit großer Bevölkerung, an den Verkehrsknotenpunkten zwischen Inland und Küste und an Stellen entlang der Fjorde. Die Häuptlinge von Avaldsnes müssen die Oberherren für eine größere politische Einheit gewesen sein, die beide Seiten des Karmsundes beherrschten. Das Gebiet bis zum Nordfjord war in der Völkerwanderungszeit offenbar in 8 oder 9 Herrschaftsgebiete aufgeteilt, Kleinreiche oder Stammesherrschaften. Jordanes zählt in seiner Gotengeschichte eine Reihe skandinavischer selbständiger Volksgruppen, wahrscheinlich in der Reihenfolge von Ost nach West und dann nach Norden, auf. Wie diese Stämme organisiert waren und welche Zuständigkeiten der Häuptling hatte, ist nicht bekannt. Von den festländischen Stämmen ist bekannt, dass sie ein Wahlkönigtum hatten, das aus den noblen Geschlechtern, deren Abstammung in die weite Vergangenheit zurück reichte, den jeweiligen Häuptling bestimmte, der dann politische, religiöse und militärische Aufgaben zu erfüllen hatte. Zukunftsweisend war aber ein neuer Häuptlingstyp, der nicht nach Nobilität, sondern allein nach militärischer Tüchtigkeit gewählt wurde. Das war der Heerkönig. Wenn man nach den Waffenbeigaben zwischen dem 3. und 6. Jh. geht, war dieser Heerkönig-Typ der dominierende in Norwegen zu dieser Zeit. Das destabilisierte die Gesamtgesellschaft, so dass der Krieg in der Gedankenwelt und Praxis eine wesentlich höhere Bedeutung als früher gewann. Der Häuptling war daher auch eher mit seiner Gefolgschaft als mit einem bestimmten Herrschaftsgebiet verbunden. Aber auch da muss man von regionalen Unterschieden ausgehen. Es gab wohl welche, die eher die Bezeichnung Kleinkönig verdienten, mit einer ständigen bewaffneten Mannschaft unter ihrem Befehl, und andere, die eher als Großbauern die Rolle des Primus inter pares innehatten. Die Häuptlinge hatten aber auch untereinander weitläufige Verbindungen, sei es durch Heiratspolitik, Austausch von Geschenken, sei es auch dadurch, dass man seine Söhne anderen zur Erziehung anvertraute. Aber man darf auch die Zunahme nachbarlicher Konflikte und Raubzüge vermuten.

## 550 bis 800 n. Chr.
Um 550 bricht die Prosperität plötzlich ab. Viele Gehöfte werden zu Wüstungen. Das Fundmaterial deutet für die Zeit zwischen 550 und 610 auf den markantesten Periodenwechsel der Eisenzeit hin. Die Archäologen setzen für Norwegen hier die Trennlinie zwischen der Älteren und der Jüngeren Eisenzeit, die sich bis ans 11. Jh. erstreckt, an. Viele bislang gebräuchliche Gegenstände kamen außer Gebrauch, die Frauen trugen anderen Schmuck (statt kreuzförmiger Schnallen nunmehr runde Schnallen, besondere Nadeln), und die Männer waren mit anderen Waffen ausgerüstet. Die Toten wurden nicht mehr in Steinkisten beerdigt, und die Grabbeigaben änderten sich. Sie wurden ohne oberirdische Steinmarkierungen in der Erde bestattet. Die archäologischen Zeugnisse nehmen ab. Es wurden viele Erklärungen für diesen plötzlichen Wandel versucht. Zum einen macht man den Wandel in der Landwirtschaft mit einer Intensivierung der Weidewirtschaft verantwortlich. Diese führte zu einer weiträumigen Rodung, die zu einer Vernässung des Weidelandes, Auswaschung der Nährstoffe und Versauerung des Bodens und schließlich zum Zusammenbruch dieser Wirtschaftsform geführt habe.
Eine andere Erklärung wird über die zunehmenden kriegerischen Auseinandersetzungen wegen der Zunahme des Bevölkerungsdruckes versucht. In vielen Wüstungen hat man Kohle gefunden, die auf Brandschatzung schließen lässt. Aber die Funde lassen zufällige Hausbrände und die Nutzung von regulären Feuerstellen über 200 Jahre nicht ausschließen. Auch kriegerische Einwanderungen im Rahmen der Völkerwanderung sind in dieser peripheren Region nicht plausibel, abgesehen davon, dass die Eroberer dann selbst die Gebäude repariert und genutzt hätten.
Für die plausibelste Erklärung wird gegenwärtig eine Epidemie gehalten, die sich auch im übrigen Europa im 6. Jh. bemerkbar machte, und mit den jungen Abenteurern, die vom Festland heimkehrten, eingeschleppt wurde. Gallien wurde zwischen 552 und 554 von der Pest heimgesucht, noch einmal 571 und noch einmal 588. Diese erreichte auch Britannien. Es handelte sich zwar um die ansteckende Beulenpest, aber es gibt keine Quellen darüber, dass die Pest auch Norwegen erreicht hat. Jedenfalls fällt auf, dass sich die Krankheit weiter nach Norden hin offenbar immer weniger bemerkbar macht.
Die Ornamentik änderte sich. Dem alten Tierstil wurde nun zusätzlich ein umfangreiches Flechtwerk, der die ganze Fläche bedeckt, hinzugefügt. Der Tierkörper wurde zu einem langen zusammenhängenden Band stilisiert. Filigran und Cloisonné, Glas und Emaille in vielen Farben traten auf. Nachdem Awaren und Slawen nach Westen ziehend die alten Handelswege von Byzanz blockiert hatten, nahmen die Materialien Gold, Silber und Granatstein ab. Der Schmuck wurde kleiner, und die Ornamentflächen erhielten ein ganz flaches, Material sparendes Relief. Die Grabbeigaben wurden ebenfalls sparsamer. Die deutlichste Veränderung liegt im Ende der Verwendung von Tongefäßen Anfang des 7. Jh. Die Tonproduktion endete aus ungeklärten Gründen um 600. Man verwendete Kessel aus Eisen oder Speckstein.
Das lange zweischneidige Schwert wurde durch das Kurzschwert mit einer Schneide ohne Parierstange und Knauf, der Spieß mit Widerhaken wurde ersetzt durch eine kräftige Lanze und der Schildbuckel bekam eine andere Form. Die Impulse für die neue Bewaffnung kamen aus dem Frankenreich.
Auch die Sprache änderte sich. Während die vorherige Sprache sich durch sehr lange Worte mit Prä- und Suffixen auszeichnete, wurden die Worte kürzer, unbetonte Buchstaben und vor allem Vokale verschwanden aus der Schrift. Sprachforscher nennen diese Zeit zwischen 500 und 700 Synkopenzeit. In einer Runeninschrift um 700 wurde aus dem urnordischen steinaR stAin (woraus in Norröna später steinn wurde). König Harald hätte in der Völkerwanderungszeit „HarjawaldaR“ geheißen. Gleichzeitig assimilierten unbetonte Vokale in der Endung die Stammvokale davor und verschwanden dann. Aus gastiR (Gast) wurde gestiR, dann gestr, heute gjest. Aus valluR (Tal) wurde nach umlautender Assimilierung und Synkopierung vollr, heute voll. Der Grund für diese Sprachveränderung in kurzer Zeit ist nicht gefunden. Aber die neue Sprache ließ sich schneller sprechen.
Nach dieser Entwicklung nahmen offenbar die Kontakte mit Mitteleuropa zu, was eher eine Ursache der kulturellen Veränderungen sein könnte. Die großen und zentralen Höfe wurden neu aufgebaut und besiedelt. Ab Mitte des 7. Jh. nimmt die Bevölkerungszahl wieder zu, das Fundmaterial wird reicher. Zu Beginn des 8. Jh. kommt die Landwirtschaft wieder zu hoher Blüte; möglicherweise hatte sich auch das Klima verbessert, denn die Landwirtschaft erstreckte sich weiter nach Norden und in größere Höhenlagen als früher. Diese Ausbreitung ist so deutlich und zieht sich bis nach der Wikingerzeit hin, dass man von einer inneren Landnahme spricht. Auch die Fischerei nahm zu. In vielen Häusern auf den Inseln findet man entsprechende Gegenstände, aber keine, die auf die Anwesenheit von Frauen hindeuten. Es handelte sich um Fischerunterkünfte, die nur von Fischern zur Saison genutzt wurden.
In diese Zeit ist auch der prächtigste Fund der prähistorischen Zeit anzusetzen, der Schatzfund von Åker in Hedmark. Dort wurden im Boden zirka 20 Gegenstände gefunden, die kurz vor 600 geschaffen wurden.
In Nes (in Hedrum, Vestfold) wurde ein Mann mit Schwert und Helm entdeckt. Außerhalb von Nes sind nur drei weitere Gräber bekannt, in denen Reste eines Helmes gefunden wurden. Die dichteste Parallele des Helmes findet sich im schwedischen Mälartal und in Ostengland. Das Vorbild waren die römischen Paradehelme oder Kavalleriehelme aus Jahrhunderten vorher. Ähnlichkeiten zwischen schwedischen Gräbern am Mälarsee und dem Schiffsgrab von Sutton Hoo zeigen die weit reichenden Verbindungen germanischer Fürstengeschlechter. Die gleiche Begräbnissitte war auch am Oslofjord und am Karmsund in Gebrauch. Ringschwert und Helm waren Rangabzeichen. Die schriftlichen Quellen der damaligen Zeit bezeugen, dass die germanischen Könige ihre Macht auf eine starke und kampftüchtige Gefolgschaft aus der Oberschicht der Gesellschaft aufbauten, die sich eidlich an sie gebunden hatten. Ein Ring am Schwert kann also ein Eideszeichen gewesen sein, das vom König verliehen wurde. Man darf vermuten, dass die Träger des Ringschwertes am Karmsund und anderswo zeitweilig in der Gefolgschaft fränkischer Könige gestanden haben. Auch ist es möglich, dass die Verhältnisse im Frankenreich als Vorbild für andere Herrscher gedient haben und diese Vorbilder bis nach Norwegen gedrungen sind und so zum Verständnis der Entwicklung des Häuptlings- und Kleinkönigwesens beitragen.

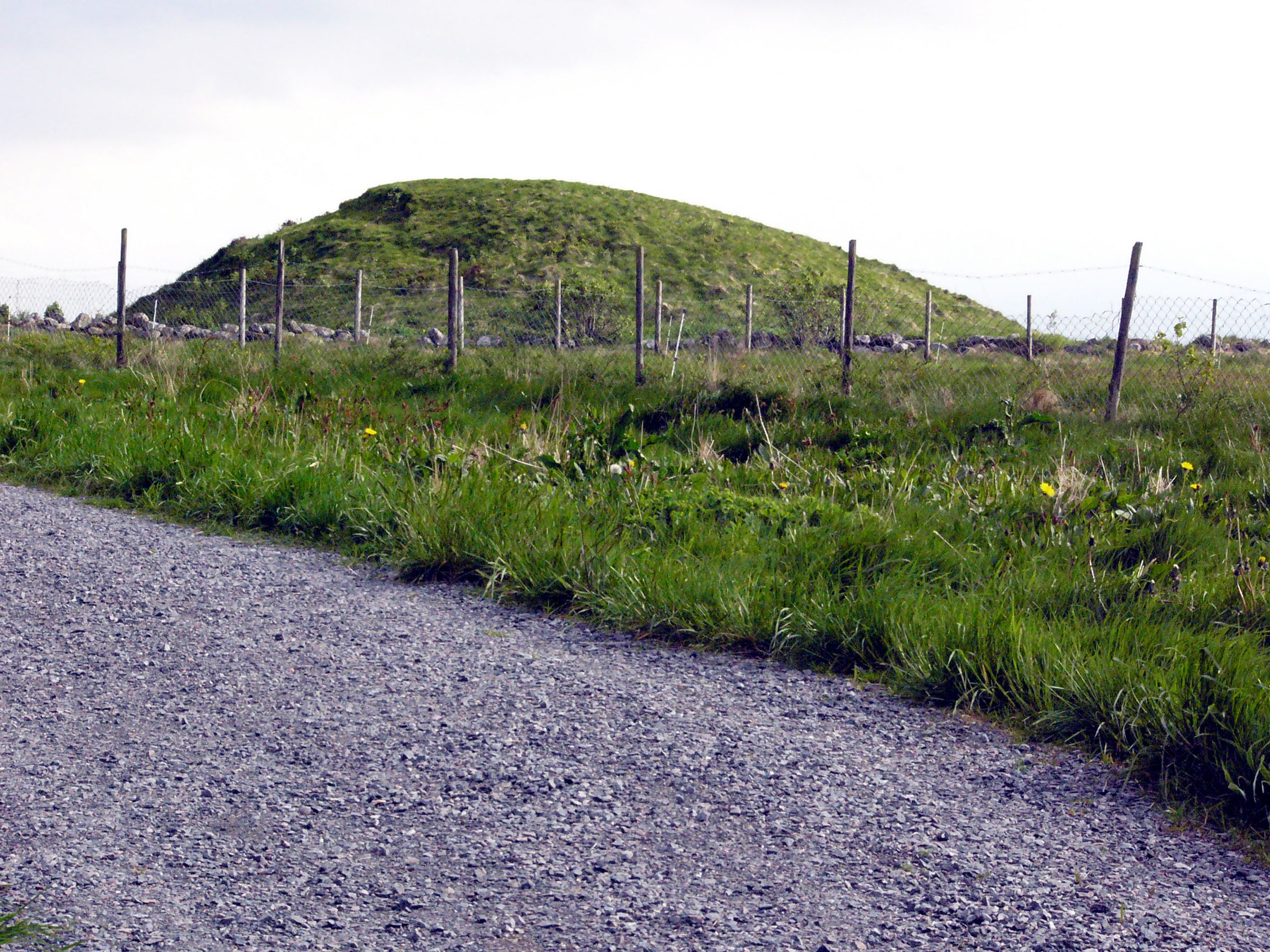
Hügelgrab auf Karmøy

In dieser Zeit entstehen auch die mächtigsten Grabhügel Nordeuropas. Zu Beginn des 7. Jh. wurde der Grabhügel Raknehaugen in Romerike errichtet. Er ist heute 95 m im Durchmesser und 15 m hoch und der größte bekannte Grabhügel. Der zweitgrößte liegt in Østfold und heißt Jellhaugen. Sein Durchmesser liegt bei 80–90 m, und er ist etwa 10 m hoch, aber er kann höher gewesen sein. Von besonderem Interesse ist der Grabhügel an der schmalsten Stelle des Karmsundes. Er hat einen Durchmesser zwischen 40 und 50 m, ist 5 m hoch und enthielt ein über 20 m langes Schiff und reiche Grabbeigaben, unter anderem einen goldenen Armreif. In einem weiteren Grabhügel in der Nähe mit einem 15 m langen Boot, der allerdings später geplündert worden ist, fand man eine kleine hellgrüne Glasscherbe, wie sie im norwegischen Umfeld damals nicht hergestellt wurde. Die Scherbe ist zu klein, um ihren Herstellungsort sicher bestimmen zu können. Aber es gibt vergleichbares Material zu dieser Zeit in England. Andere Glasscherben können sicher schwedischen Herstellungen zugeordnet werden. Der Häuptling am Karmsund hatte also weite ausländische Verbindungen.
Während auf dem Festland und in England die Stadtkultur im 8. Jh. sich neu zu beleben begann und auch in Dänemark Handelszentren (Westküste von Jütland, Åhus und in Skåne) nachgewiesen werden können, ist in Norwegen entsprechendes noch nicht gefunden worden. Der Warenaustausch dorthin ist archäologisch kaum aufklärbar, da die Gegenstände größtenteils verrottet sein dürften. Aus den Grabbeigaben lässt sich schließen, dass möglicherweise landwirtschaftliche Produkte die Hauptmasse ausmachten: Korn, Wein, Öl, Salz, Textilien, Ton- und Holzprodukte, aber auch Glas, Schmuck und Trachten-Ausstattung, Waffen. Aus dem Norden wurden prestigeträchtige Luxuswaren, wie Walrosszahn, Pelzwerk, Jagdfalken, Speckstein, Wetzstein und Rentiergeweihe für Kämme und andere Horngegenstände exportiert. Pelze und Walrosszahn gingen in den Fernhandel und erreichten das arabische Umfeld, dagegen Speck- und Wetzstein wurde im Wesentlichen im Norden selbst und in den angrenzenden Gebieten getauscht, wie die Funde dort belegen. Das alles führte zur Ausweitung von Jagdaktivitäten im Hochland, die durch entsprechend reich ausgestattete Gräber dokumentiert ist. Es spricht viel dafür, insbesondere Ottars Bericht an König Alfred, dass die Samen ihr Jagdgebiet weit in den Süden ausdehnten.
Nach der Krisenzeit mit ihrem dramatischen Bevölkerungsschwund wurde auch immer mehr Eisen im Lande gewonnen, und überall wurden neue Steinbrüche für Speckstein eingerichtet. Es wurde offensichtlich Eisen über den eigenen Bedarf hinaus produziert. Im oberen Telemark, besonders am Møsvatn, über 900 m über dem Meeresspiegel, hat sich die dortige Bevölkerung an 200 Stellen auf die Eisengewinnung spezialisiert. Denn dort gab es reichlich Moore, die reiche Raseneisenerzvorkommen enthielten. Die Gewinnung setzte bereits im 6. Jahrhundert ein, prosperierte aber erst richtig im 8. Jahrhundert. Zu Beginn lag die Produktion bei ein paar hundert Kilo pro Jahr, um 800 bis ins 10. Jh. hinein waren es zwei bis drei Tonnen, als ein weiterer Wachstumsschub einsetzte. Aber auch an vielen anderen Orten ist eine ähnliche Entwicklung zu verzeichnen. Schlackeuntersuchungen zeigen auch, dass die Produktionsweisen effektiver wurden. Auch Schmiedewerkzeug wurde gefunden. Auch die Specksteinproduktion nahm große Formen an. Wurde dieser Stein ursprünglich zur Herstellung von Gefäßen verwendet, so wurden nun Webergewichte, Gießformen usw. hergestellt. Norwegen war das Land, in dem der Speckstein zu dieser Zeit am meisten verbreitet war.
Mit der oben geschilderten Bevölkerungskrise ging aber nicht eine gesellschaftliche Krise einher. Vielmehr wurden in dieser Zeit die Grundlagen für die spätere Entwicklung gelegt.
Die großen Grabhügel und die dortigen Grabbeigaben zeugen von einem großen Einfluss und großer Macht einzelner Geschlechter – trotz der relativen Fundarmut im Übrigen für die Zeit um 600. Um diesen Status aufrechtzuerhalten, bedurfte es Vorbilder, die sich auf die heimatlichen Verhältnisse übertragen ließen, einer verhältnismäßig gefestigten Organisation der Gesellschaft, einer akzeptierten Ideologie und einer sicheren ökonomischen Grundlage. Das wichtigste Vorbild dürfte das Königtum der Merowinger gewesen sein. Davon zeugen Helme und Ringschwerter in Norwegen. Die durch sie dokumentierte stehende Kampftruppe gewährleistete eine stabile Gesellschaft mit dem Häuptling/Kleinkönig an der Spitze. Die reichen Waffenfunde aus der Merowingerzeit bei Åkersvika lassen dort ein solches Machtzentrum vermuten. Genauso lässt sich ein Königtum an der Westküste des Oslofjordes erschließen, das seinen Einfluss über das Ostland ausübte. Außerhalb dieses Zentrums in Vestfold mit seinem Zentrum in Borre war nur das Südwestland mit seinem Zentrum am Karmsund von Bedeutung. Aber Gewalt alleine genügt auf die Dauer nicht, die Macht aufrechtzuerhalten. Die mächtigen Grabhügel auf dem Gräberfeld von Borre könnten auch auf den Anspruch göttlicher Abkunft des Herrschergeschlechtes hinweisen. Die Lage dieser Zentren gewährleistete auch einen ökonomischen Aufschwung, indem große Ländereien dazugehörten und sie selbst Sammelpunkt für den Warentausch waren, den sie kontrollierten und aus dem sie reichen Gewinn zogen. Aber dies galt nur für den Süden. Längs der Küste nach Norden lebte offenbar die traditionelle Gesellschaftsform der Großbauern als Lokalautoritäten fort. Die Entwicklung der Häuptlings- und Königsmacht setzte sich ungebrochen bis in die Wikingerzeit fort.

### Kleinreiche im Südwesten
Es entstanden zwischen 300 und 500 n. Chr. und in den Jahrhunderten danach mehrere Kleinreiche in Ostnorwegen: Ringerike, Romerike, Hadeland und Hedmark. Auch war ein größerer Rechtsverband in Trøndelag geschaffen. In Bøvågen (eine Bucht nördlich von Avaldsnes auf Karmøy) zeugt ein großes Schiffsgrab von einem entsprechenden Machtzentrum, das seinen Bereich sehr weit ins Land und nach Süden erstreckte. Der Kleinkönig hatte Bø als Hauptsitz, und Avaldsnes war möglicherweise das religiöse Zentrum. Norwegen war zur Merowingerzeit (500–800) in ein gesamteuropäisches Beziehungsnetz eingebunden, das sich im 7. Jh. entwickelte.
Der Grabhügel in Bøvågen und die Grabbeigaben deuten darauf hin, dass hier ein Reisekönigtum fränkischen Musters vorliegt und der beerdigte Kleinkönig stark genug war, Eroberungen durchzuführen. Er hatte offenbar mehrere Stützpunkte, zwischen denen er sich bewegte. Die reichen archäologischen Funde bei Ferkingstad auf der Westseite von Karmøy lassen auf einen solchen Stützpunkt schließen. Aus den reichen Grabbeigaben an anderen Stellen lässt sich ein Netz von Stützpunkten erschließen: Fitjar auf Stord, Støle bei Etne, Skåla bei Kvinnherad, Halsnøy und Tysnes in Sunnhordland, Sørbø auf Rennesøy, möglicherweise auch Utstein auf Mosterøy, Hesby auf Finnøy und Tolga oder Gard auf Talgje. Das waren Sitze von lokalen Häuptlingen, die vom Kleinkönig in Bøvåg offenbar unterworfen worden waren. Dafür spricht, dass in schriftlicher Zeit Fitjar, Støle, Skåla, Sørbø, Utstein und Hesby bereits Königsgüter waren. Auch in den anderen genannten Orten finden sich große Krongüter. Snorri schreibt über die Königsgüter Harald Hårfagres: „Als König Harald alt wurde, da weilte er oft auf seinen großen Krongütern in Hardanger: Ålrekstad (= Årstad bei Bergen) oder auf Seim (in Alversund) oder Fitjar oder Utstein oder auf Avaldsnes auf Karmøy.“
Die Ostgrenze seines Reiches dürfte irgendwo zwischen dem Skoldafjord in Tysvær und dem Ålfjord gewesen sein. Denn dort war ein wichtiger Landweg, und es gibt Hinweise, dass auf ihm sogar Schiffe hinübergezogen wurden: Eine wichtige Hintertür, wenn der Karmsund gesperrt war.

### Aktivitäten außerhalb Norwegens
Früher glaubte man, dass der Überfall der Wikinger auf Lindisfarne 793 plötzlich und unerwartet gewesen sei, weil die Wikinger vorher lediglich an der Nordseeküste entlang über den Kanal nach England gekommen seien. Neuere Funde belegen, dass der direkte Weg von Norwegen an die englische Küste bereits Generationen vorher benutzt worden ist. Funde auf den Orkneys, Hebriden und auf Irland konnten sicher auf das frühere 8. Jh. datiert werden. Funde aus England aus der gleichen Zeit wurden ebenso an der Westküste Norwegens entdeckt. Da diese Gegenstände aus Schottland in Südskandinavien fehlen, aber in Mittelnorwegen vertreten sind, ist von einem Warentransport über den Kanal, durch Jütland nach Mittelnorwegen nicht auszugehen. Auf den Orkneys und den Shetlands wurden Kämme aus Rentiergeweih gefunden, die bis ins 7. Jh. datiert werden können. Rentiere gab es zu dieser Zeit weder dort noch in Schottland. Die Reise über die Nordsee benötigte in der Wikingerzeit nur wenige Tage. Auch für die Färöer ist eine zeitlich sehr frühe norwegische Besiedlung anzusetzen. Die früheste Besiedlung der Vestmannaeyjar südlich der isländischen Küste ist mit der C-14-Methode auf das 7. Jh. datiert. Es wurde ein typisch norwegisches Langhaus unter einer Lavaschicht aus dem 7. Jahrhundert entdeckt. Auch für Reykjavík gibt es Datierungen aus der Zeit vor 800. Es kann heute auch nicht mehr gesagt werden, dass die Wikinger vor dem 8. Jh. keine Segel benutzt hätten, was für eine Nordseeüberquerung unumgänglich ist. Denn für eine solche Aussage ist das archäologische Material zu gering, und die Friesen kannten zu dieser Zeit im Süden der Nordsee Segel. Die Verbindung zwischen Norwegen und Northumbria war wohl keineswegs neu, sie erhielt lediglich plötzlich einen kriegerischen Inhalt.

### Religion in der älteren Eisenzeit
Das Quellenmaterial ist spärlich. In den schriftlichen Quellen des Mittelalters finden sich Bezüge zur alten Götterlehre, zum Asenglauben, der in die ältere Eisenzeit zurückreicht. Funde weisen sowohl auf Naturkräfte als auch auf höhere Mächte hin. Eine Frau und ein acht bis zwölf Jahre altes Mädchen wurde in Sogndal in Sogn Ende des 5. Jh. begraben. Grabbeigabe war eine eigenartige Sammlung von kleinen Gegenständen aus Stein, Flint und Glas in einem kleinen Behälter. Darunter war eine kleine Steinaxt, zwei kleine Stücke Bergkristall und zwei kleine weiße, eiförmige Steine aus Quarz und Quarzit. Das war kein Spielzeug. Nach altem Volksglauben wehren weiße Steine und Bergkristall Trolle und dunkle Mächte ab. Es handelte sich wahrscheinlich um apotropäische Amulette. Es ging immer auch darum, böse Kräfte, über die man keine Kontrolle hatte, abzuwehren. Das geschah mit Hilfe von „Donnersteinen“, Feuersteinstücken und Steinäxten, die in den Boden des Hauses eingebaut wurden. Man hatte sie im Boden gefunden und ihnen magische Bedeutung beigemessen, weil man nicht mehr wusste, dass sie Jahrhunderte früher dort abgelegt worden waren. Weiße runde Steine schützten auch das Großvieh vor Krankheit. Während jeder diese Steine selber finden konnte, bedurfte es für andere Probleme der Hilfe von Menschen mit besonderen Eigenschaften.
Das bemerkenswerteste Grab ist das einer Frau, die im 6. Jh. in der Nähe von Bergen in einer 3 m langen Steinkiste unter einem 17 m langen und 8 m breiten Grabhügel begraben worden ist. Sie war mit reichlichem Schmuck und anderen persönlichen Gegenständen ausgestattet. Das besondere ist aber, dass am Fußende des Steingrabes eine Steinplatte als Schwelle eingebaut war und sie in der rechten Hand einen langen Holzstab hielt. Die Frau dürfte eine zauberkundige Frau, eine Völva, gewesen sein. Diese wurden ein paar Jahrhunderte später in der nordischen Literatur beschrieben: zukunftskundig und trollkundig. Sie wusste um die Vergangenheit, Gegenwart und Zukunft und verschaffte sich ihr Wissen, indem sie sich durch Gesang in Ekstase versetzte. Sie hatte auch Macht über Schaden und Fruchtbarkeit. Es war üblich, sie bei Schwierigkeiten zu konsultieren. So war sie gefürchtet und respektiert.
Später wird von zwei Arten der Völva berichtet: Die eine wanderte mit einem Stab umher, wie die oben beschriebene begrabene Frau. Die Bezeichnung Völva ist abgeleitet vom norrönen Wort *volv („Stab“). Die andere Art war an Riten geknüpft, die mit dem Phallus eines Hengstes, der „Volse“ genannt wurde, verbunden waren. Das erhellt wohl ein Fund in Hordaland, wo ein solcher Hengstphallus in einem Leinentuch mit Lauch eingewickelt war. Auf einem Knochenmesser bei diesem Fund war ein Runentext eingraviert: linalaujaR = Leinen und Lauch, die Pflanzen, mit denen eine Wahrsagerin entlohnt wurde. Der Hengstphallus stand für Fruchtbarkeit. Ähnlich ist auch zu verstehen, wenn Menschen in einem Bärenfell oder mit Bärenklauen begraben wurden. Auch Kämme spielten eine besondere Rolle, da lange Haare in vielen Kulturen ein Zeichen von Kraft und Fruchtbarkeit waren und Kämme den fruchtbringenden Regen symbolisierten. Viele Phallus-Steine zeigen die große Rolle, die die Fruchtbarkeitskulte damals spielten.
Mehr lässt sich bislang nicht über die religiösen Vorstellungen der damaligen Zeit sagen.

### Zeit der Wikinger

#### Historische Einordnung der Wikinger
Eine allgemeingültige Definition des Wikingers gibt es nicht, da der Begriff im Laufe der Zeit starken Wandlungen unterworfen worden ist. Was sie in den Quellen zum Schrecken werden ließ, war, dass sie Heiden waren und als solche keinen Respekt vor Kirchen und Klöstern hatten. Außerdem wurden die Quellen von Geistlichen verfasst, die die Überfälle als Strafe Gottes dafür interpretierten, dass das Volk nicht ausreichend auf die Kirche hörte. In Skandinavien wird die Wikingerzeit in anderem Licht gesehen: Es war die erste Großmacht-Zeit. In der norwegischen Geschichte ist die Wikingerzeit die letzte so genannte „archäologische Periode“. Ihr Beginn wird zwar in der Regel mit dem Überfall auf Lindisfarne 793 angesetzt, aber richtiger wäre es, die Grenze zwischen Merowingerzeit und Wikingerzeit auf die Mitte des 8. Jh. anzusetzen (siehe Artikel Wikingerzeit). In der Mitte des 11. Jh. geht die Wikingerzeit über in die nächste Periode, das „christliche Mittelalter“. Zu Beginn der Wikingerzeit wurden einzelne Klöster und Kirchen überfallen, Lindisfarne, Columbans Kloster in Iona, St.-Filibertus-Kloster in der Mündung der Loire usw. In der Endphase im 11. Jh. kämpften die Wikinger dagegen in großen und organisierten Heeren, von christlichen Königen geführt. Klöster und Kirchen wurden in Ruhe gelassen. Skandinavien reihte sich in die Gemeinschaft christlicher Staaten ein. Während sich Westskandinavien mehr auf England, Frankreich, Benelux, und Westdeutschland konzentrierte, orientierten sich die schwedischen Wikinger mehr auf die Ostsee, das Baltikum, Russland, Weißrussland und die Ukraine. Man kann dies an den Funden von arabischen Münzen ablesen, die reichlich in Schweden und auf Gotland vertreten sind, aber kaum in Norwegen und Dänemark.

#### Raubzüge und Ausbreitung

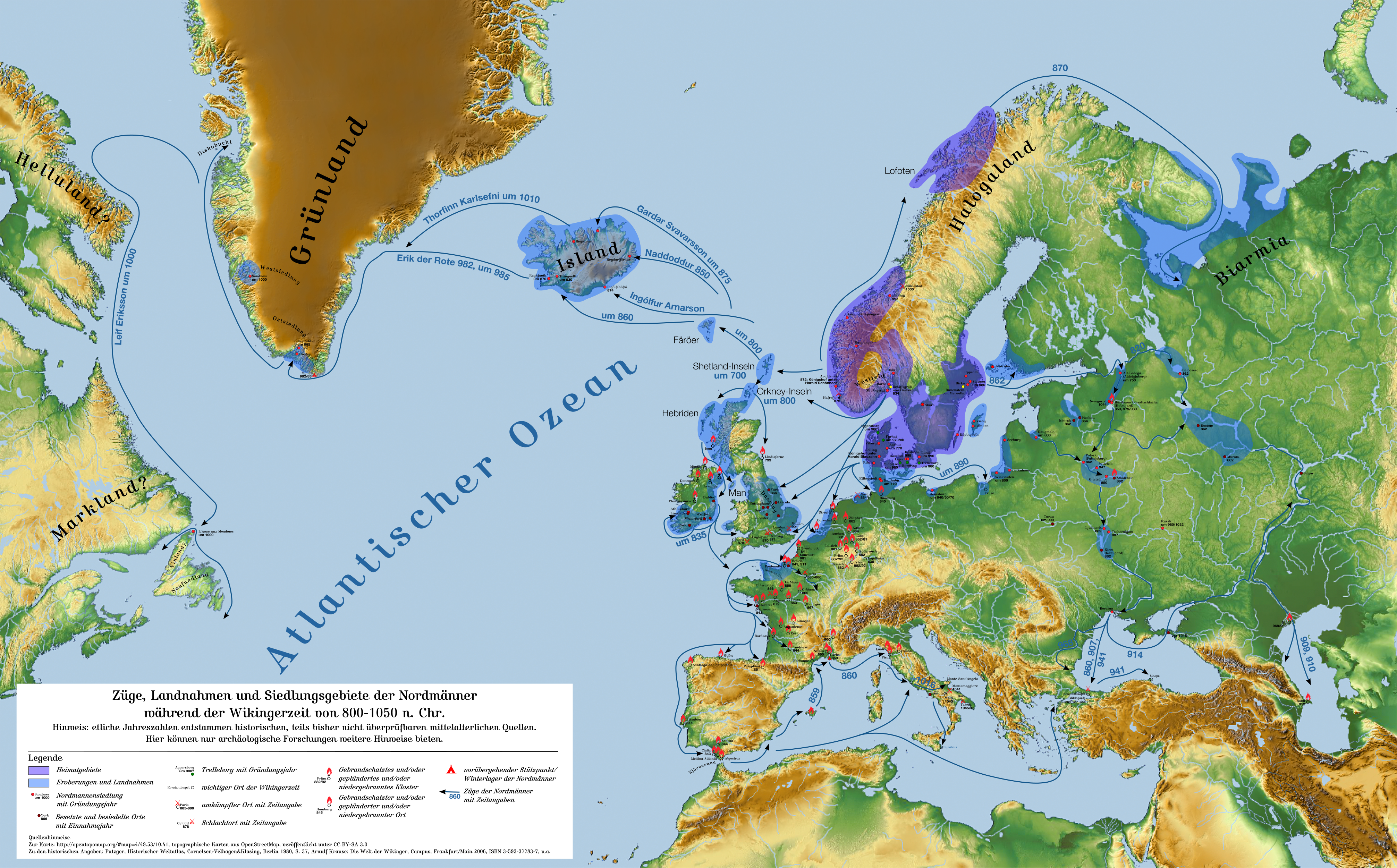
Ausbreitung der Skandinavier

Die ersten Wikingerzüge waren reine Plünderungsunternehmen der Dänen und Norweger in relativ bescheidenem Umfang auf den britischen Inseln, in Friesland und im Frankenreich. Aber nach 800 organisierten die Wikinger größere Heereszüge, zunächst besonders gegen Friesland und die Westküste Frankreichs. Neben der Plünderung spielte auch der Freikauf gegen Lösegeld eine erhebliche Rolle. Nach der Plünderung 841 kaufte sich Paris 845 mit 7.000 Pfund Silber los. Die Wikingerzüge wurden aber in üblicher Manier auch übertrieben dargestellt; so, wenn der französische Mönch Abbo von einer Wikingerflotte von 700 Schiffen sprach. Zwar dominierten bei den Raubzügen nach Frankreich die Dänen, aber auch Norweger waren dabei. Denn in den Annalen über den Angriff auf Nantes 843 werden westfaldingi erwähnt, also Leute, die aus Vestfold kamen. Sie können mit den Dänen gekommen sein, aber auch aus Irland.
Die Wikingerzüge erstreckten sich auch an der portugiesischen Westküste entlang, 859/860 durch die Straße von Gibraltar nach Norditalien. 882 zogen sie rheinaufwärts und kamen bis Trier.
Viele Skandinavier ließen sich nach 800 in der Normandie und in Flandern nieder. Karl der Einfältige überließ dem Wikingerhäuptling Rollo die Normandie als Herzogtum als Schutzwall gegen weitere Einfälle. Nach einigen Generationen gingen die Wikinger in der ansässigen Bevölkerung auf.
In England setzten sich dänische Wikinger fest (Danelag). Siehe auch: Geschichte Englands.
Die norwegischen Wikinger dominierten aber in Irland. Die ersten überwinterten dort 840 / 841. Um 850 kam es zu Auseinandersetzungen zwischen den Weißen (Norweger) und Schwarzen (Dänen), benannt nach ihrer Schildfarbe.

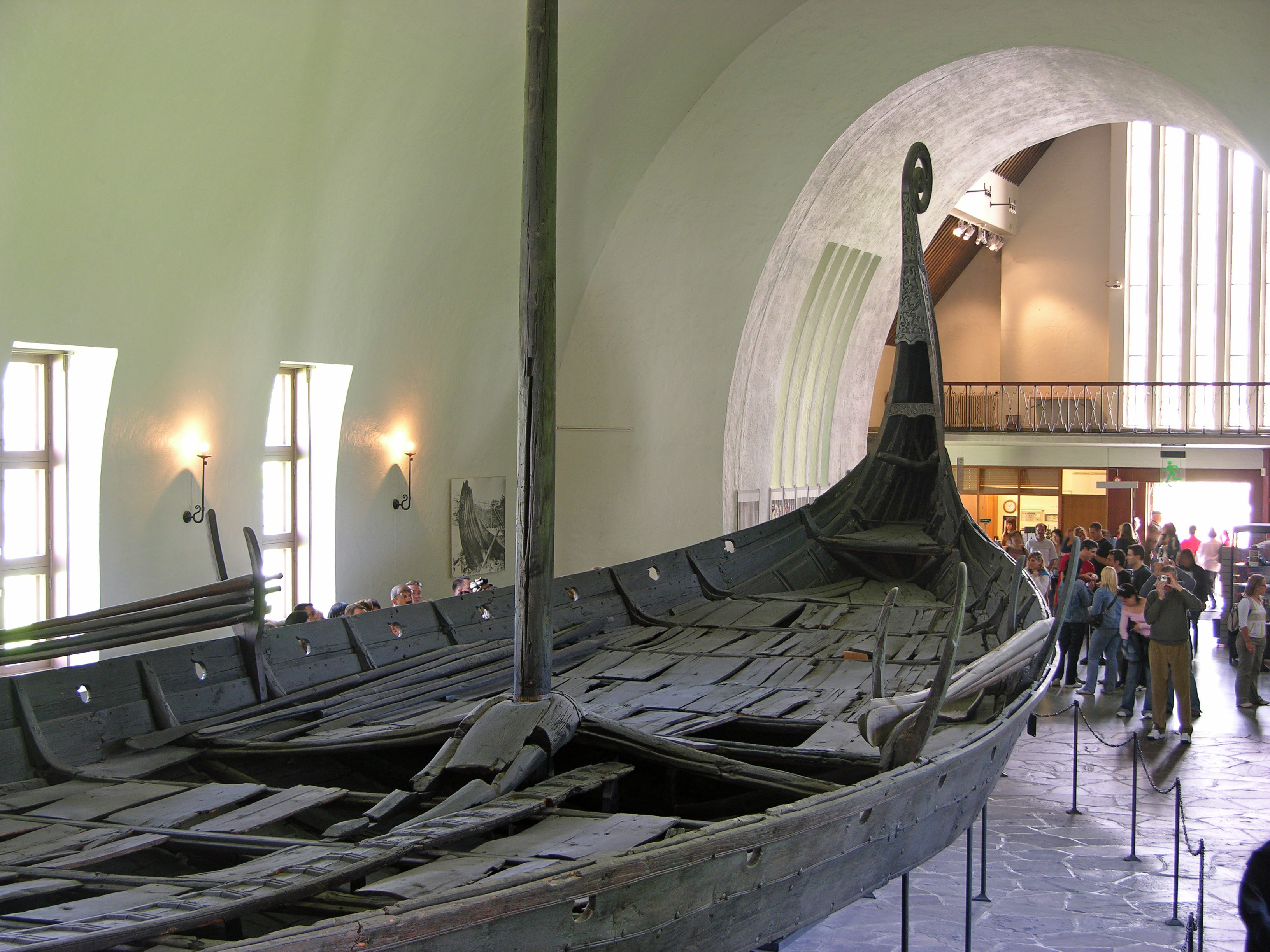
Ein originales Wikingerschiff aus dem Museum „Vikingskipshuset“ in Oslo

#### Gesellschaft
In diesem Abschnitt wird nicht die Gesellschaft der Wikinger, also die soziologischen Bedingungen der Schiffsbesatzungen, beschrieben, sondern das soziale Umfeld in Norwegen, das die dortigen Wikinger hervorbrachte und aus dem sie stammten.
Die Gesellschaft der norwegischen Nordmannen war wesentlich von äußeren, insbesondere fränkischen Einflüssen geprägt. Gleichzeitig mit der Ausdehnung ihres Einflussbereiches nach außen begann auch die innere Kolonisierung. Erst als die Bedingungen eine weitere Ausbreitung im Inneren nicht mehr zuließen, verlagerte sich das Schwergewicht auf die Ausbreitung im Ausland, die mit den Wikingern in Verbindung gebracht wird. Man kann archäologisch eine stetige Zunahme der bebauten Gemarkungen seit der Zeitenwende mit einem vorübergehenden Einbruch im 6. Jh. konstatieren, die erst mit dem Svartedauden, der großen Pest im 14. Jh., abbricht. Aber die neuen Gemarkungsnamen vor der Wikingerzeit, die alle mit einem Personennamen beginnen, lassen zwar den Schluss zu, dass der Ackerbau in dieser Zeit von einzelnen Kleinfamilien betrieben wurde, aber nicht, dass es davor genauso gewesen wäre. Denn es kann sich auch um eine Modeerscheinung gehandelt haben. Gleichwohl war die Gesellschaft vor der Wikingerzeit von Familienverbänden geprägt, da es über der Großfamilie keine höhere Instanz gab. In der Wikingerzeit allerdings sorgte die höhere Mobilität für eine Neuorientierung, da in der Fremde die eigene Großfamilie in Konfliktfällen nur bedingt und sehr begrenzt Unterstützung gewähren konnte. Hier trat immer mehr die Gruppe, zu der eine Person gehörte, in den Vordergrund.
Gleichwohl ist der Begriff des „Familienverbandes“, dem eine Person zugehörte, zu dieser Zeit von Bedeutung. Damit ein Geschlecht in allen Dingen zusammenhielt, muss es für alle Mitglieder ein gemeinsames Gruppengefühl gegeben haben. Das ist nur in einem starken Patriarchat oder Matriarchat möglich. In der Wikingerzeit ist auf Grund der patrilinearen Ausformung der Personenverbindungen von einem Patriarchat auszugehen, wo der Familienälteste über Söhne, Ehefrau, unverheiratete Töchter und Schwiegertöchter bestimmte. Dies war vorher aber anders. Wenn vor der Wikingerzeit eine Frau heiratete, blieb sie Angehörige ihres eigenen Familienverbandes, und für die Kinder war der mütterliche Familienverband genauso wichtig wie der väterliche. Das beinhaltete, dass z. B. zwei Kernfamilien von zwei Brüdern niemals die gleiche Sicht über ihre nächsten Verwandten hatten, abgesehen von dem seltenen Fall, dass zwei Brüder mit zwei Schwestern verheiratet waren. Diese Gesellschaft bestand also nicht aus getrennten Geschlechtern nebeneinander, sondern aus Kleinfamilien als Knoten in einem großen Netz mit Verbindungen kreuz und quer über das Gebiet und ergab ein unsymmetrisches Muster. Deshalb ist es nicht verwunderlich, dass man von einem Streit zwischen Gruppen hört, die miteinander verwandt waren. Hier wird der Begriff „Stamm“ vermieden, weil dieser zu viele verschiedene Phänomene umfasst, als dass er in diesem Zusammenhang sinnvoll angewendet werden könnte.
Neben diesen beschriebenen Personengruppen gab es noch die Knechte/Sklaven. Sie hatten keine Zugehörigkeit zu Familien. Sie hatte keine Rechte. Ihre Herkunft spielte keine gesellschaftliche Rolle. Sie waren Eigentum des Herrn. Über sie gibt es Nachrichten erst in den späteren altnorwegischen Gesetzen. Aber diese lassen gewisse Rückschlüsse auf die vorangegangenen Verhältnisse zu. Welche ökonomische Bedeutung die Sklaven zur damaligen Zeit hatten, gehört zu den unbeantworteten Fragen der norwegischen Geschichtsforschung. Zwar berichten englische und irische Quellen über Menschenraub. Aber daraus ist nicht zu entnehmen, dass davon eine größere Anzahl nach Norwegen kam, da viele ins Ausland verkauft worden sein können. Außerdem gibt es keine Anhaltspunkte für die Zahl, um die es sich handelte. Oft wurden die Gefangenen nicht verkauft, sondern gegen Lösegeld wieder freigelassen. Wurde das Lösegeld nicht gezahlt, töteten sie die Wikinger oft.
Die Frauen waren den Männern nicht gleichgestellt. Allerdings konnten sie, wenn es erforderlich war, auch Funktionen von Männern übernehmen, z. B. als unverheiratete Frau einen Hof gründen und leiten. Die sozialen Normen hinderten sie daran nicht. Es gibt eine ganze Reihe von Gehöften aus dieser Zeit, die Frauennamen tragen. In Island ist dieser Fall noch häufiger. Auch viele Erinnerungssteine weisen in ihren Runen-Inschriften auf leitende Frauenpersönlichkeiten hin. Zirka 20 % dieser Erinnerungssteine weisen einen solchen Sachverhalt aus, mehr also als die Hofnamen hergeben, was nicht überrascht, da die Neuerrichtung eines Hofes für eine Frau eine ungewöhnlich harte Aufgabe war. Aber mehr Frauen gerieten nach dem Tode ihres Mannes in die Führungsposition. Witwen hatten in dieser Gesellschaft die am meisten selbständige Position. Eine Witwe konnte auch ihren Sohn beerben, wenn dieser ohne eigene Erben starb. Nach ihrem Tod ging das Erbe an ihre Verwandten. Die Grabfunde bestätigen diese Stellung der Frau. Es wurden 264 Gräberfunde aus der Merowinger- und Wikingerzeit gemacht. Davon waren 68 so gut erhalten, dass man das Geschlecht der Toten bestimmen konnte. 19, also 28 %, sind Frauengräber. Die reich ausgestatteten davon zeigen, dass die Frauen zur Oberschicht gehörten. Sie gehörten zu den ältesten und größten Höfen. Es zeigt sich, dass die Frauen nicht deutlich benachteiligt waren, wenn sie auch nicht Waffen tragen und am Thing teilnehmen durften.
Die alten Stammesnamen „Ringeriker“, „Ranrikinger“ (in Bohuslän) oder die Landschaftsbezeichnungen, die auf -land enden (Rogaland, Hordaland), belegen nicht, dass es sich dort um gesellschaftliche Großstrukturen gehandelt habe. Es sind zunächst einfach geografische Bezeichnungen und deren Verknüpfung mit den dort lebenden Menschen. Sie waren bereits Jordanes im 6. Jh. bekannt, also selbst wesentlich älter und aus einer Zeit, wo von einem Reich im Sinne einer politisch organisierten Einheit sicherlich noch nicht gesprochen werden kann. Allerdings ist nicht auszuschließen, dass einzelne Häuptlinge einen großen Machtbereich aufbauten, der sich eine Weile hielt und dann wieder zerfallen ist.
Die Gräber zeigen auch, dass das Durchschnittsalter der Männer bei 41 Jahren lag, das der Frauen bei 51 Jahren. Die Skelette zeugen auch von harter körperlicher Arbeit. Es sind deutliche Spuren von Arthrose, besonders bei Frauen zu finden. Die Frauenskelette zeigen eine durchschnittliche Körpergröße von 161 cm, die der Männerskelette von 174 cm.